# Hoedenterminologie
Onderstaand artikel geeft een overzicht van "de hoed en de rand".

## Materialen

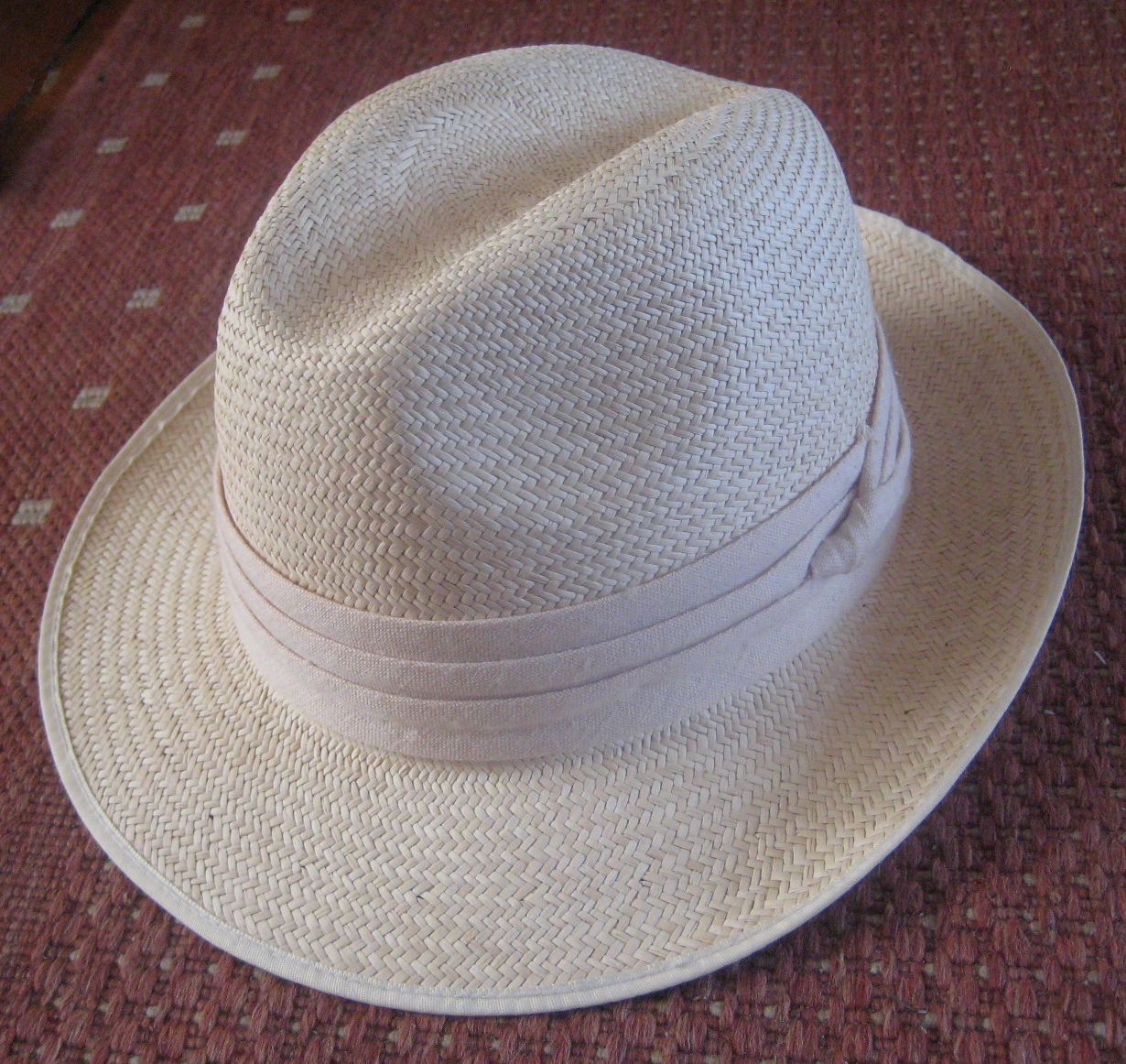
Panamahoed van toquillastro.

Hoeden kunnen, afhankelijk van hun functie, gemaakt worden van uiteenlopende materialen. Voor winterhoeden kan gekozen worden voor wolvilt of luxe materiaal als bontvilt (haarvilt van konijn, bever en nerts), materiaal dat nat mag worden en weer droogt zonder dat de vorm of kwaliteit van de hoed wordt aangetast. Zomerhoeden kunnen worden gemaakt van stro (zoals raffiastro en toquillastro) of van toyo (gelakt rijstpapier) of van imitatietoyo (gemaakt van viscose). Dit is kwetsbaar materiaal, wat niet nat mag worden. Ook kan gekozen worden voor gesteven katoen of synthetische stoffen zoals polyester of nylon, wat qua productie goedkoper is. Hoeden kunnen geïmpregeneerd worden of met schellak behandeld worden om waterafstotend te worden.
Het materiaal bepaalt tevens de vorm van de hoed, afhankelijk van de stugheid of soepelheid van het materiaal.

## Onderdelen van de hoed
De verschillende onderdelen van de hoed hangen nauw samen met het doel van de hoed. Een hoed kan louter als accessoire dienen, passend bij de overige kleding, maar kan tevens een functie hebben zoals het leveren van schaduw of warmte. Men onderscheidt de volgende onderdelen:

### Kroon
De kroon, bol of dop is het bovenste deel van de hoed, het omhooggaande deel dat het hoofd omsluit. De grondplan van een kroon kan rond zijn, maar heeft meestal een licht ovale vorm zodat deze goed op het hoofd aansluit. De kroon kan laag, gemiddeld of hoog zijn. De kroon kan recht omhoog lopen zoals bij een hoge hoed, of rond oplopen, zoals bij een bolhoed.
Een kroon van vilt wordt gevormd door het vilt eerst te stomen totdat het doorweekt is, en daarna over een mal heen te trekken en te laten drogen. Ook kan er stijfsel ingezet worden om de vorm steviger te maken. Bij gebruik van een hoedenmachine wordt de kroon geperst tussen twee hete aluminium mallen.

### Muts
De muts is het bovenste, plattere gedeelte van de kroon. De muts kan plat of bol zijn, of op verschillende manieren ingedeukt worden. Meestal wordt in de beschrijving van een hoed de term kroon ook voor het bovenste deel gebruikt.

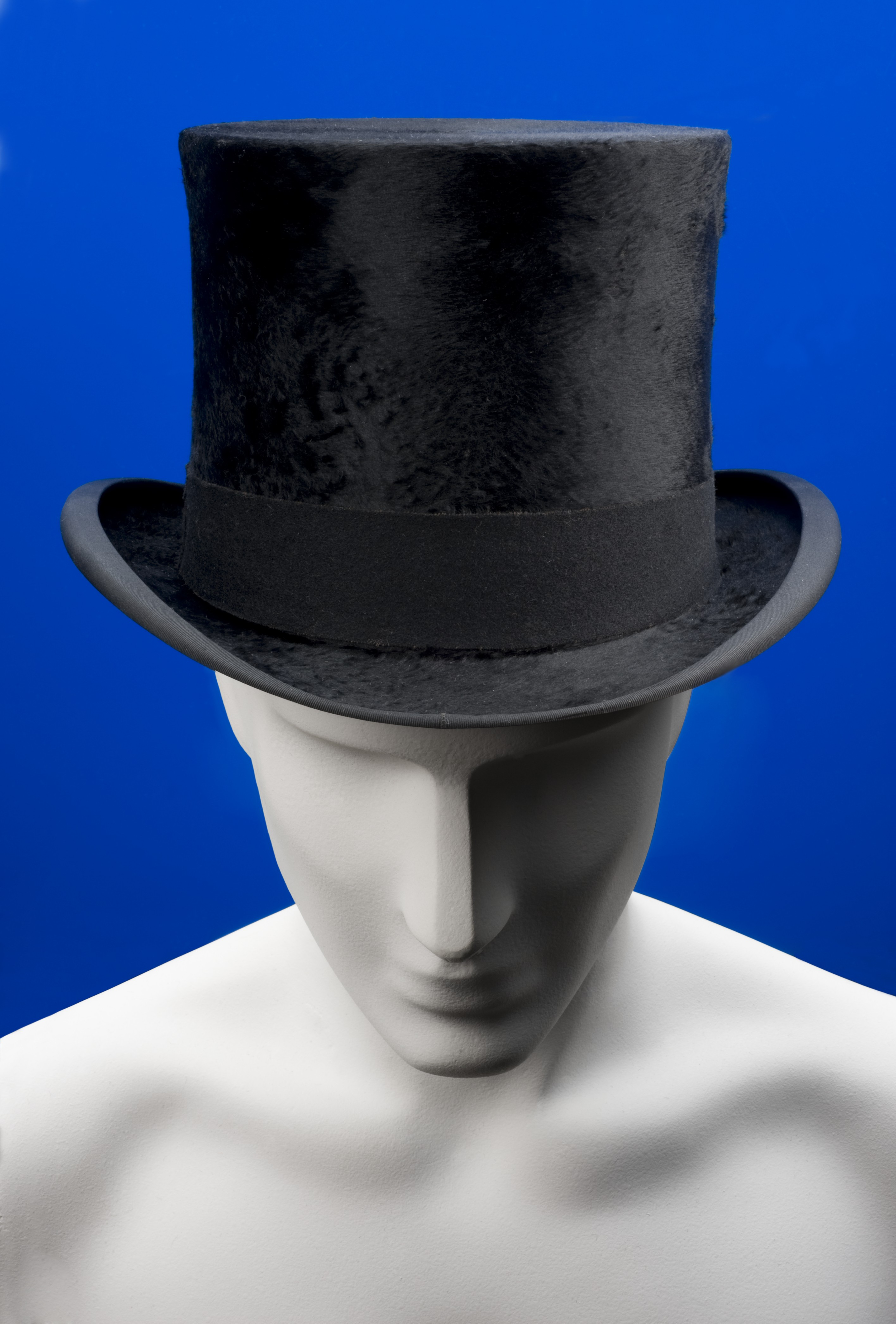
Hoge hoed, 19e eeuw
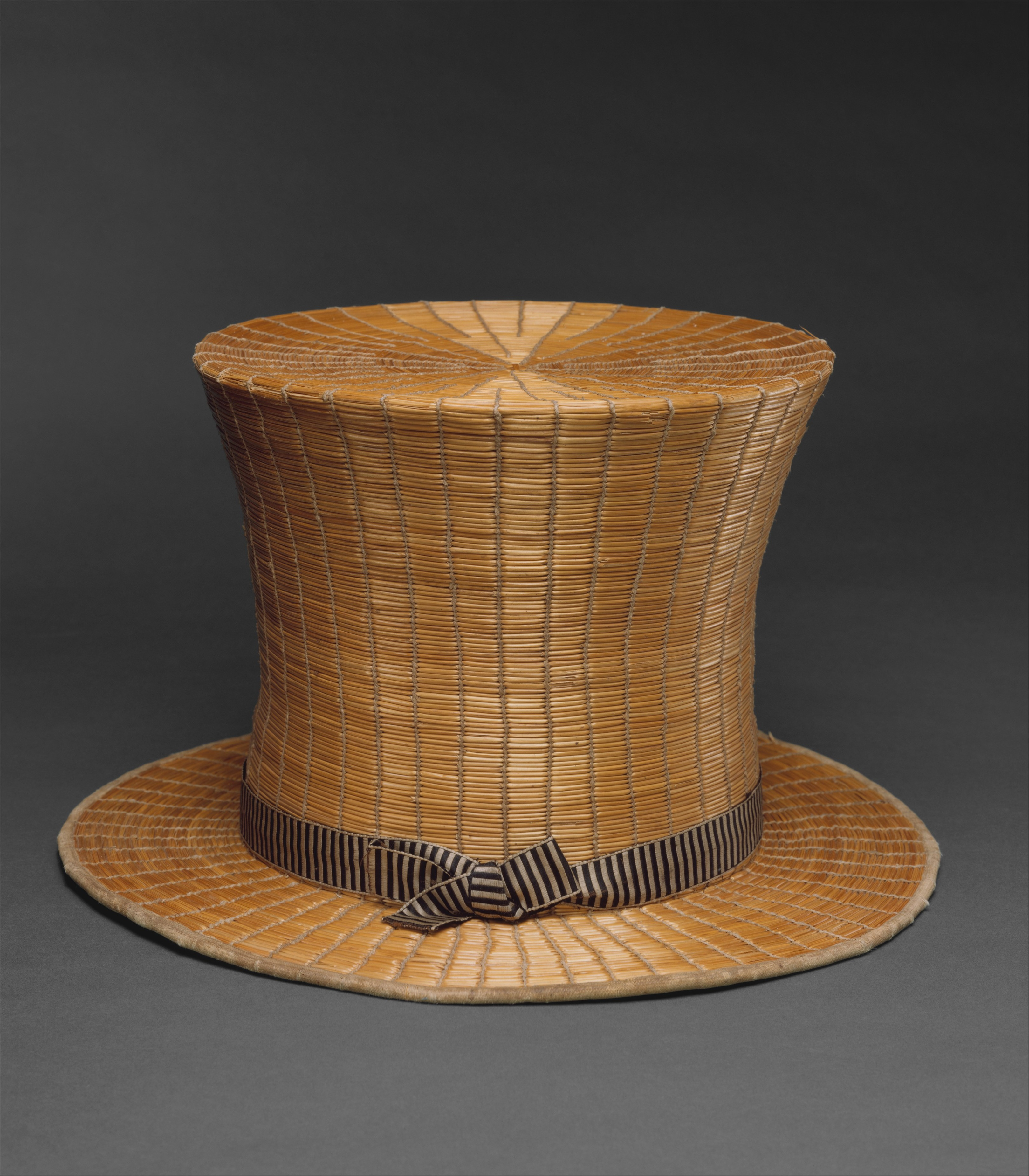
Een hoge hoed met wijduitlopende kroon
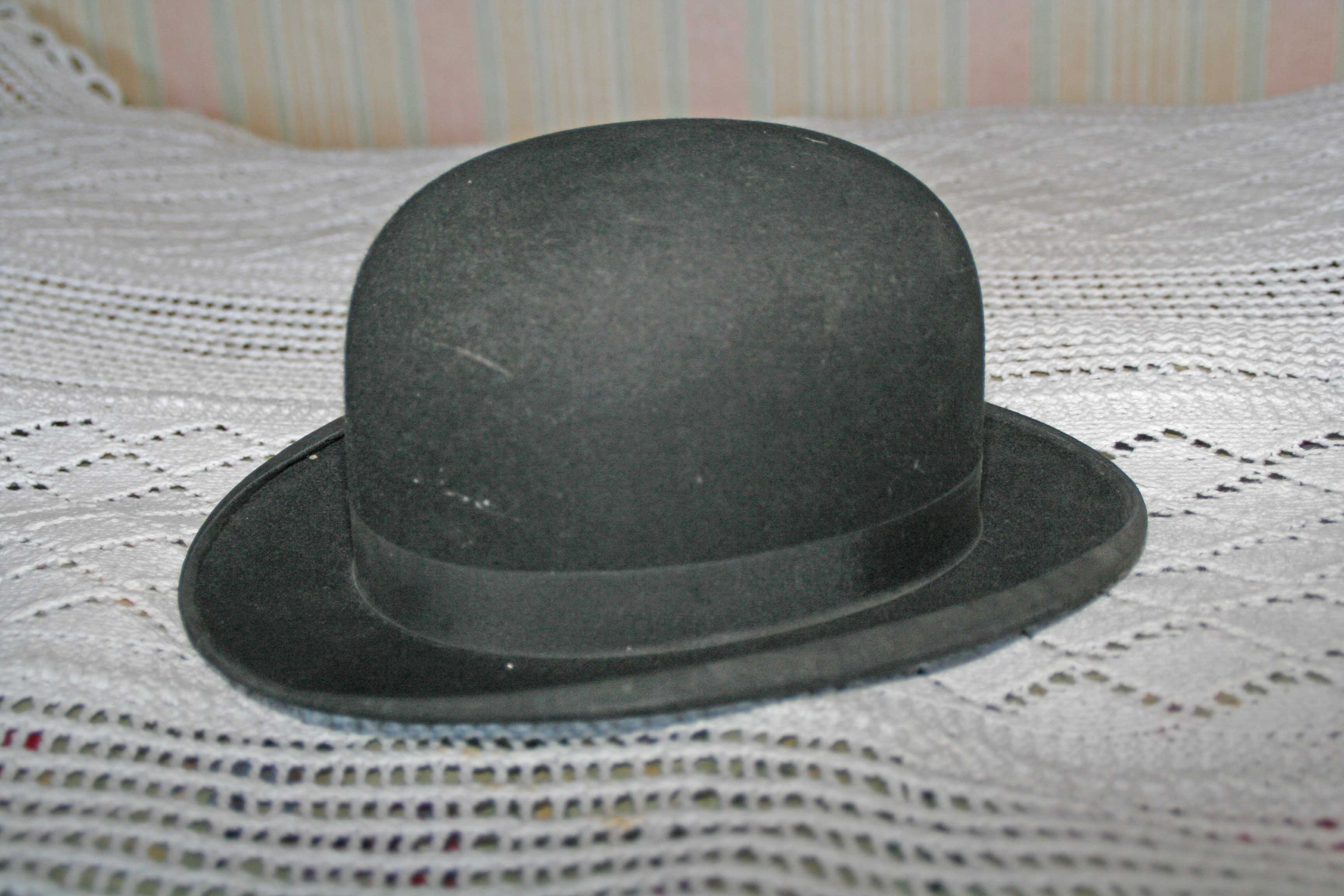
Bolhoed
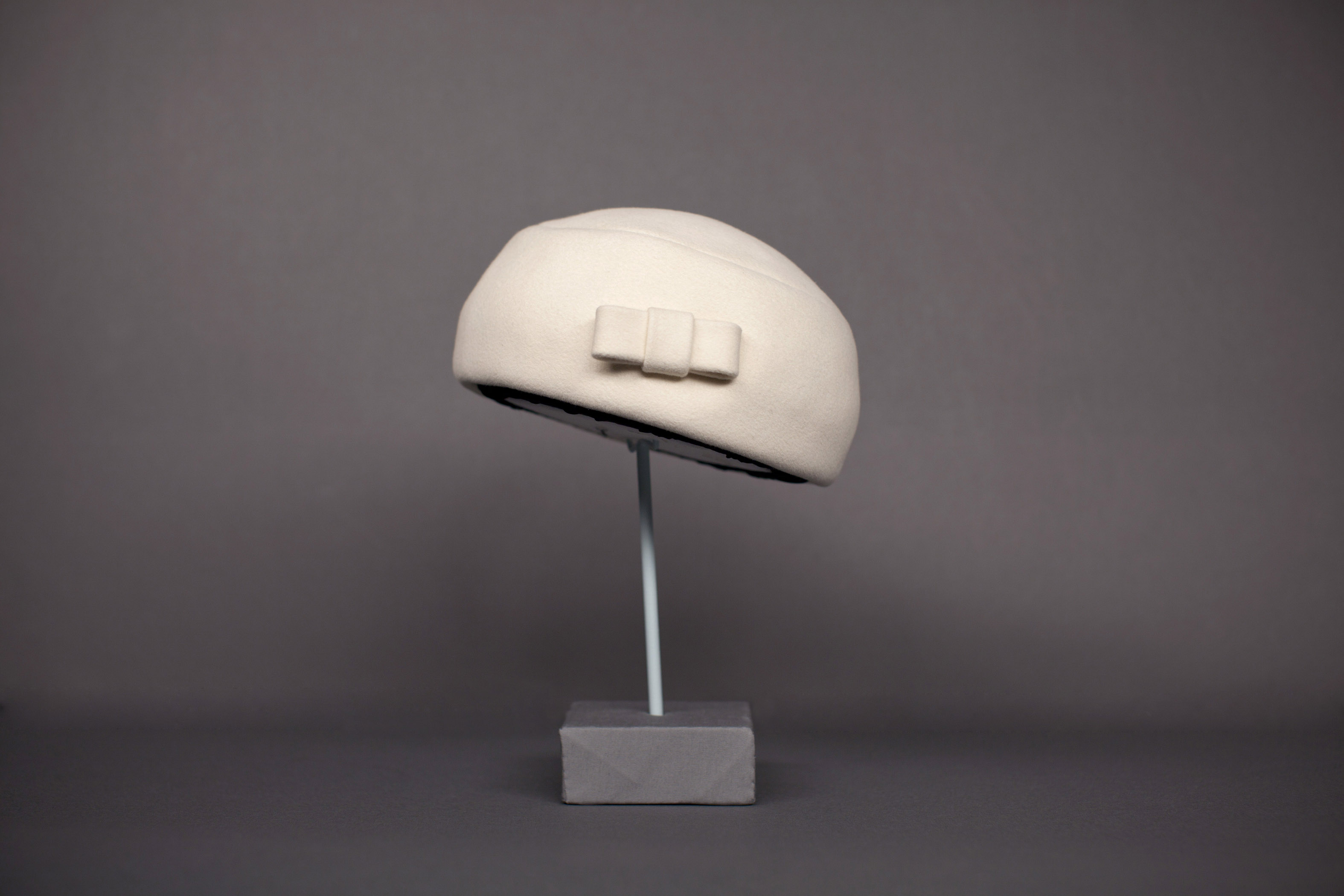
Een pillbox is een hoed die alleen uit een kroon bestaat.
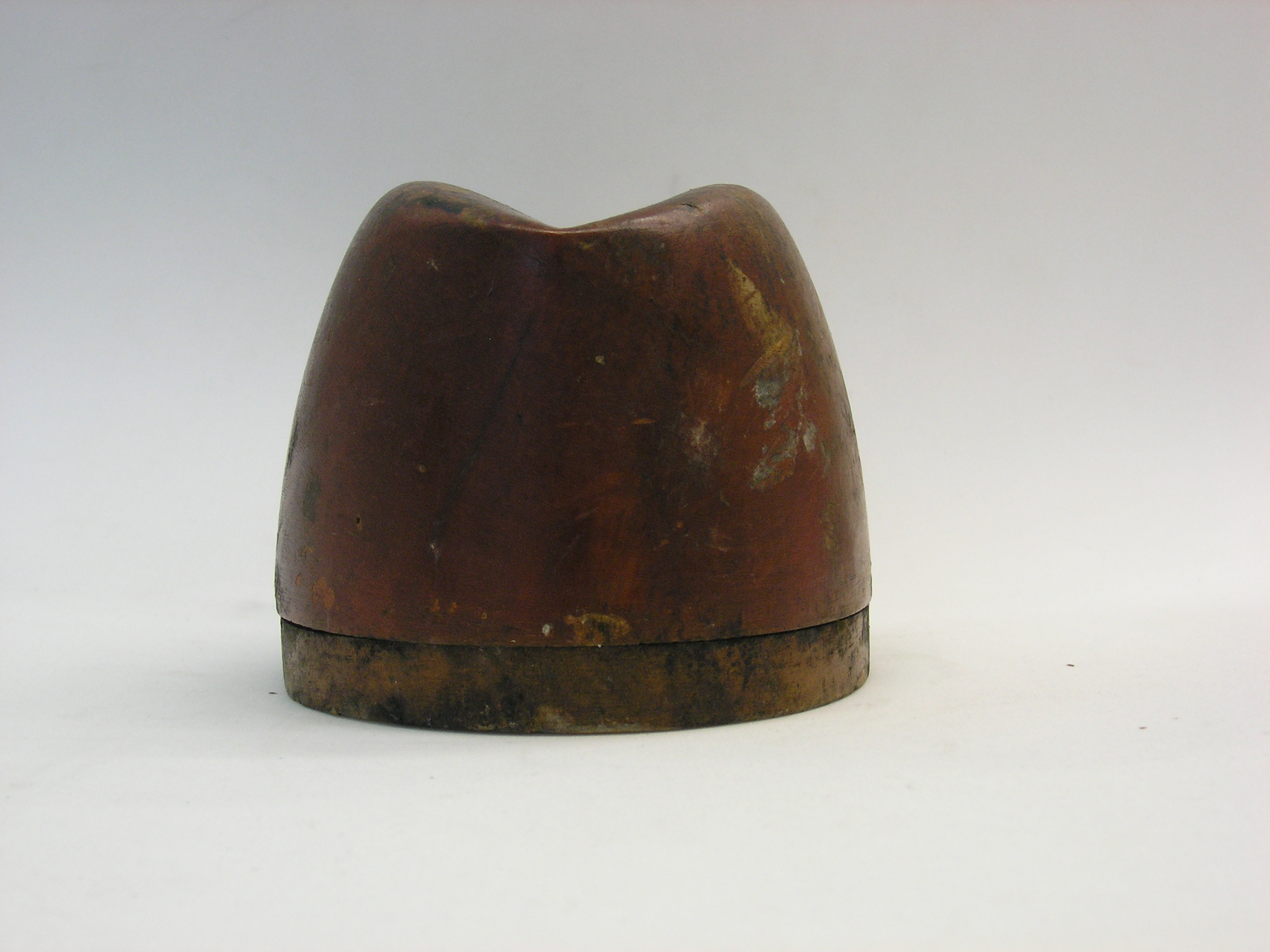
Een blok of mal om de kroon en de deuk te vormen

### Deuk
De deuk of de gleuf is de inkeping boven in de kroon. Bij een enkele inkeping ('gespleten kroon') loopt deze van achter naar voren. Sommige hoedtypen worden met onafgewerkte ('open') kroon van zacht vilt afgeleverd, zodat de eigenaar zelf naar believen een deuk erin kan vormen. Afhankelijk van het soort deuk kan de uitlijning van de kroon veranderen: zo neigt de kroon van de Fedora naar achteren door de druppelvormige deuk. Naast eenvoudige deuken komen er ook meer ingewikkelde deuken voor zoals een ruitvormige kroon.

### Kneep
De knepen zijn de deuken die links en rechts aan de voorkant of de zijkant van de kroon toegevoegd kunnen worden aan de deuk.

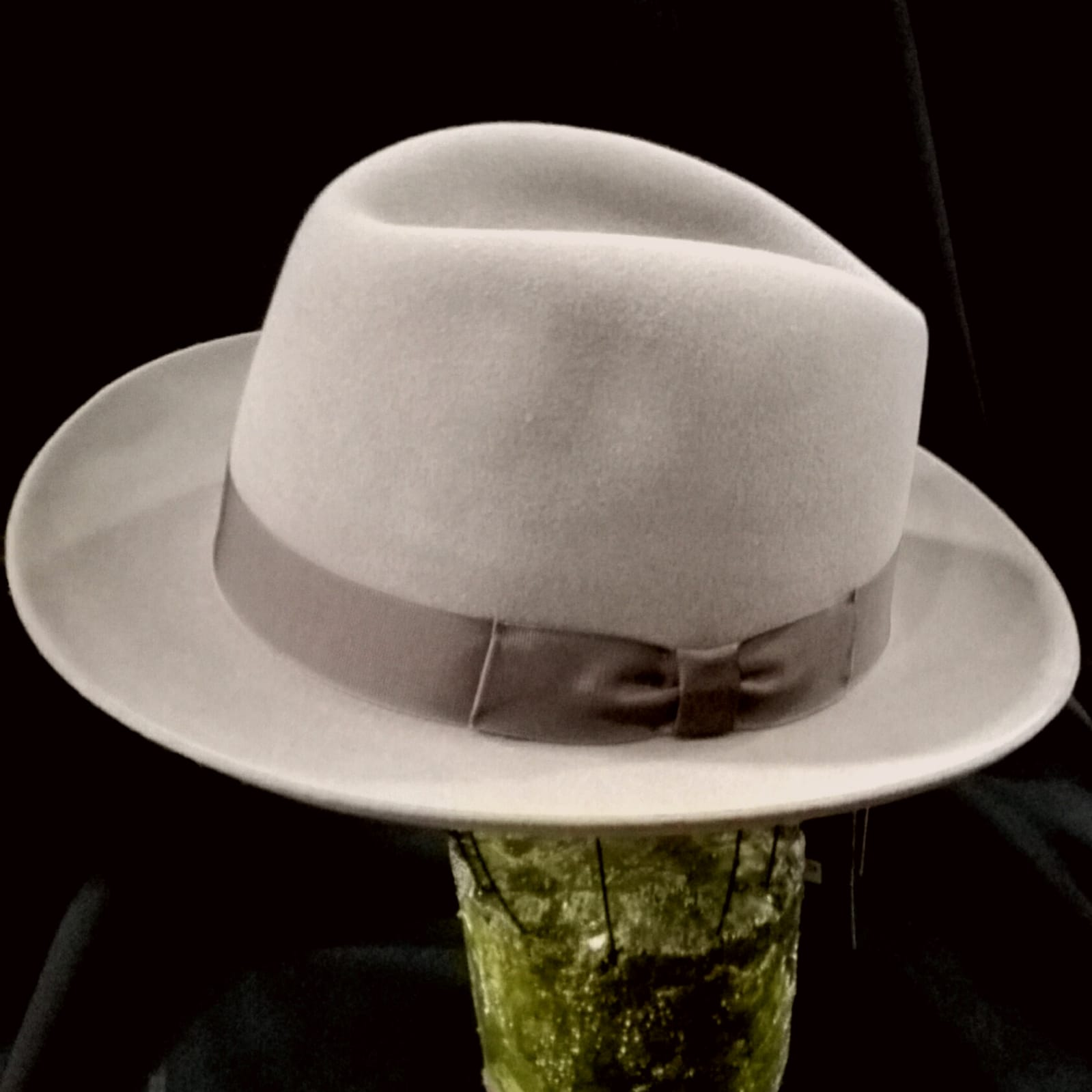
Een Homburg met een middendeuk
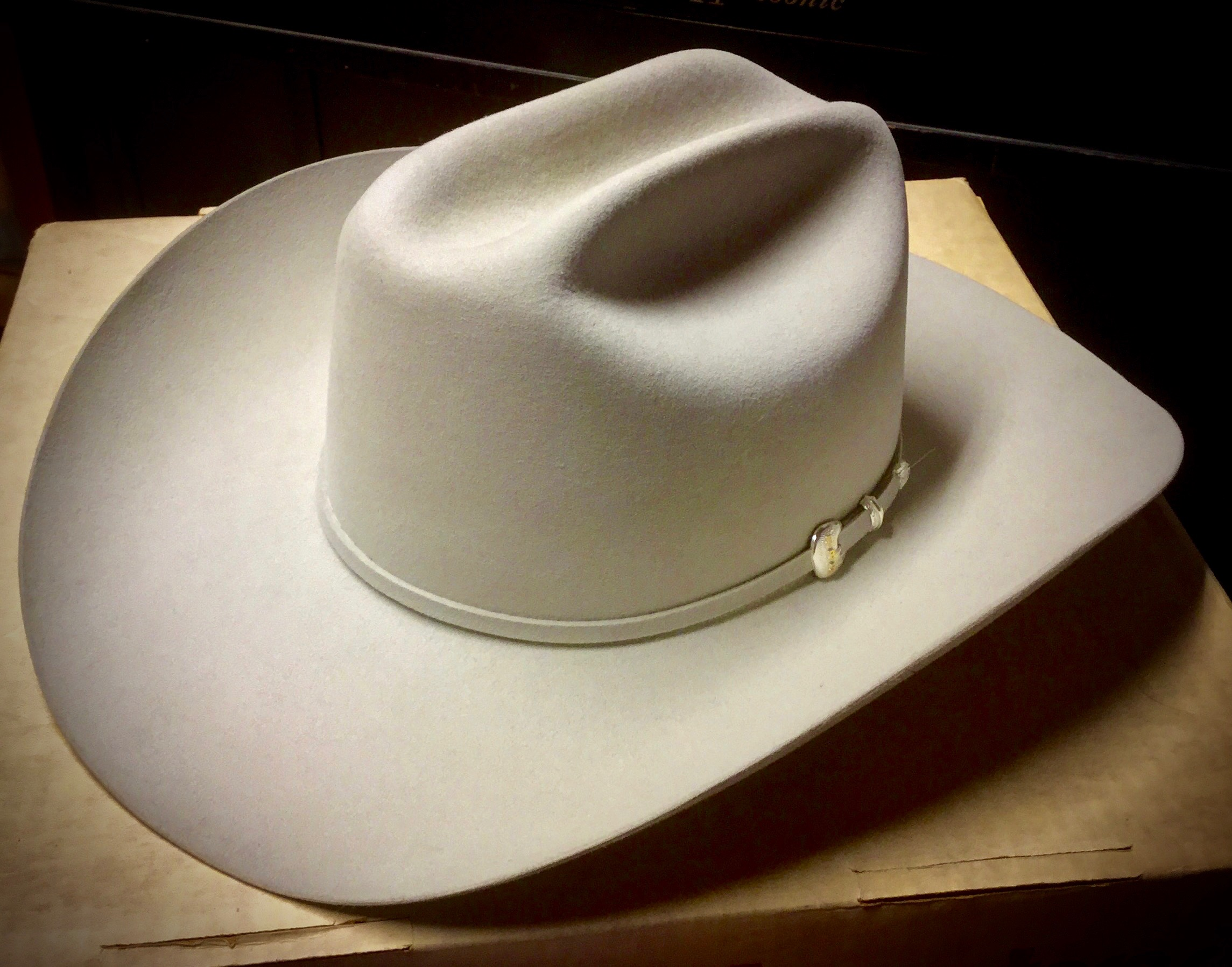
Een Stetson met een deuk en parallelle knepen in cowboystijl
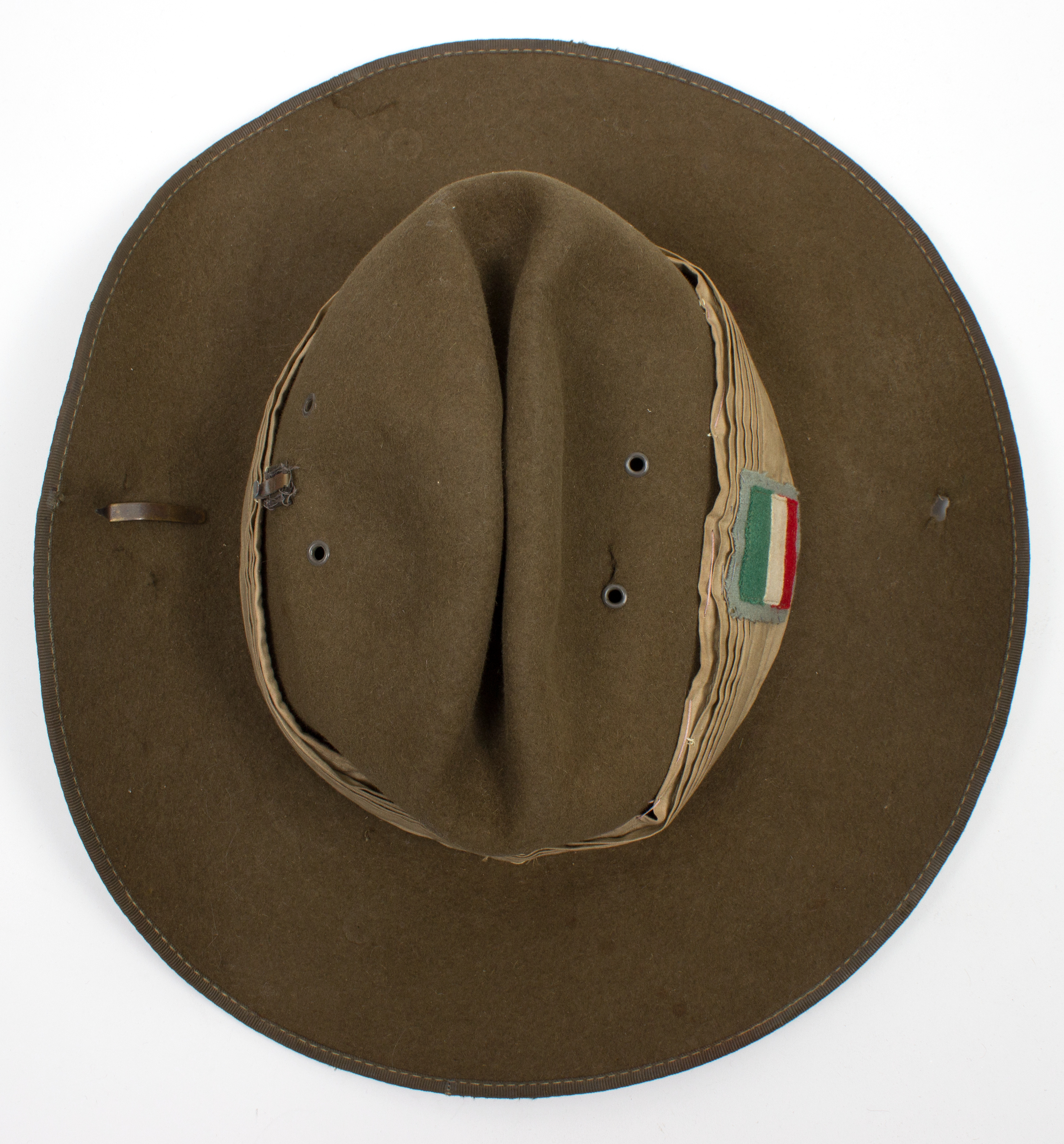
Een militaire uniformhoed met dichtgevouwen deuk
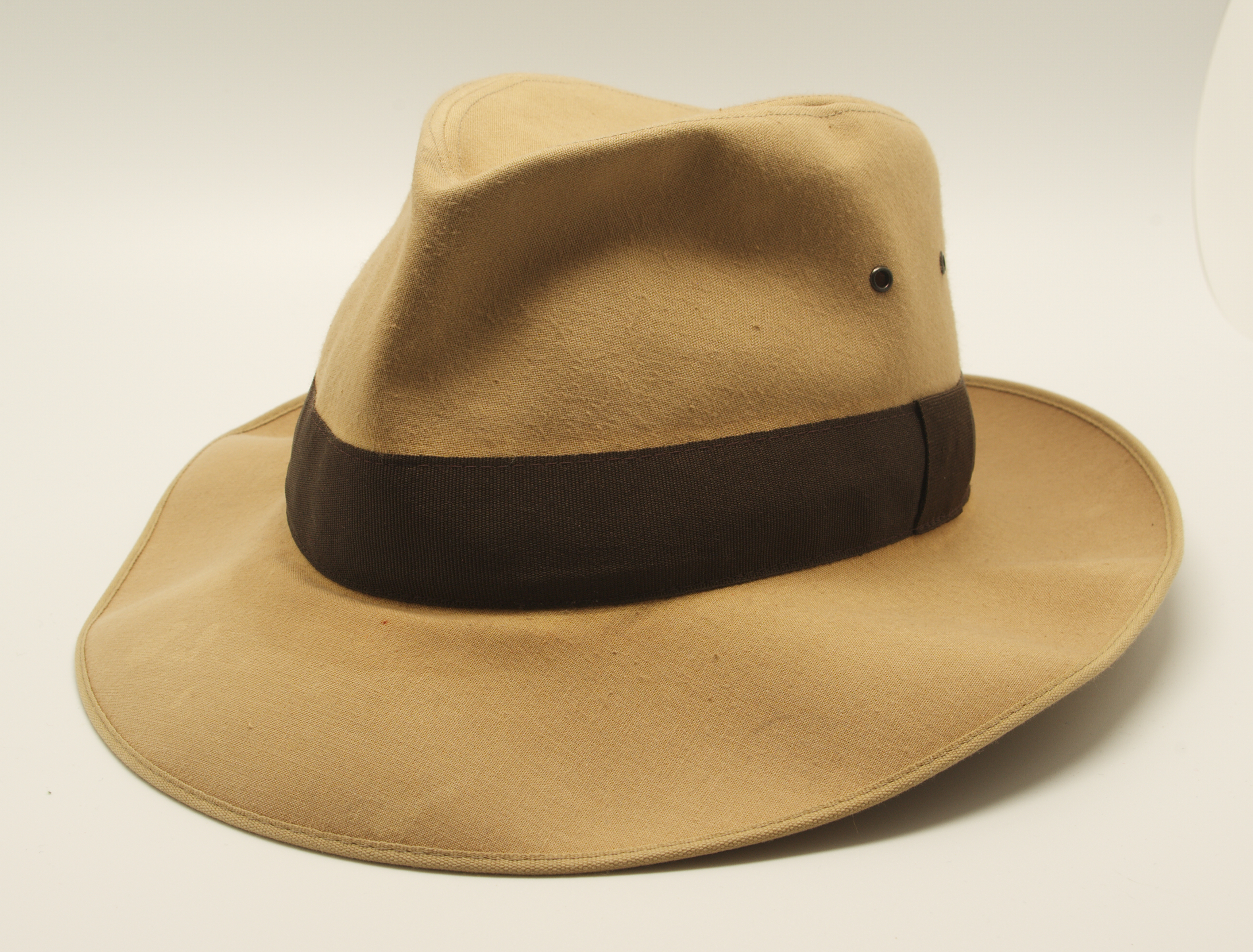
Een Fedora met een druppel-/traanvormige deuk en twee knepen aan de voorkant
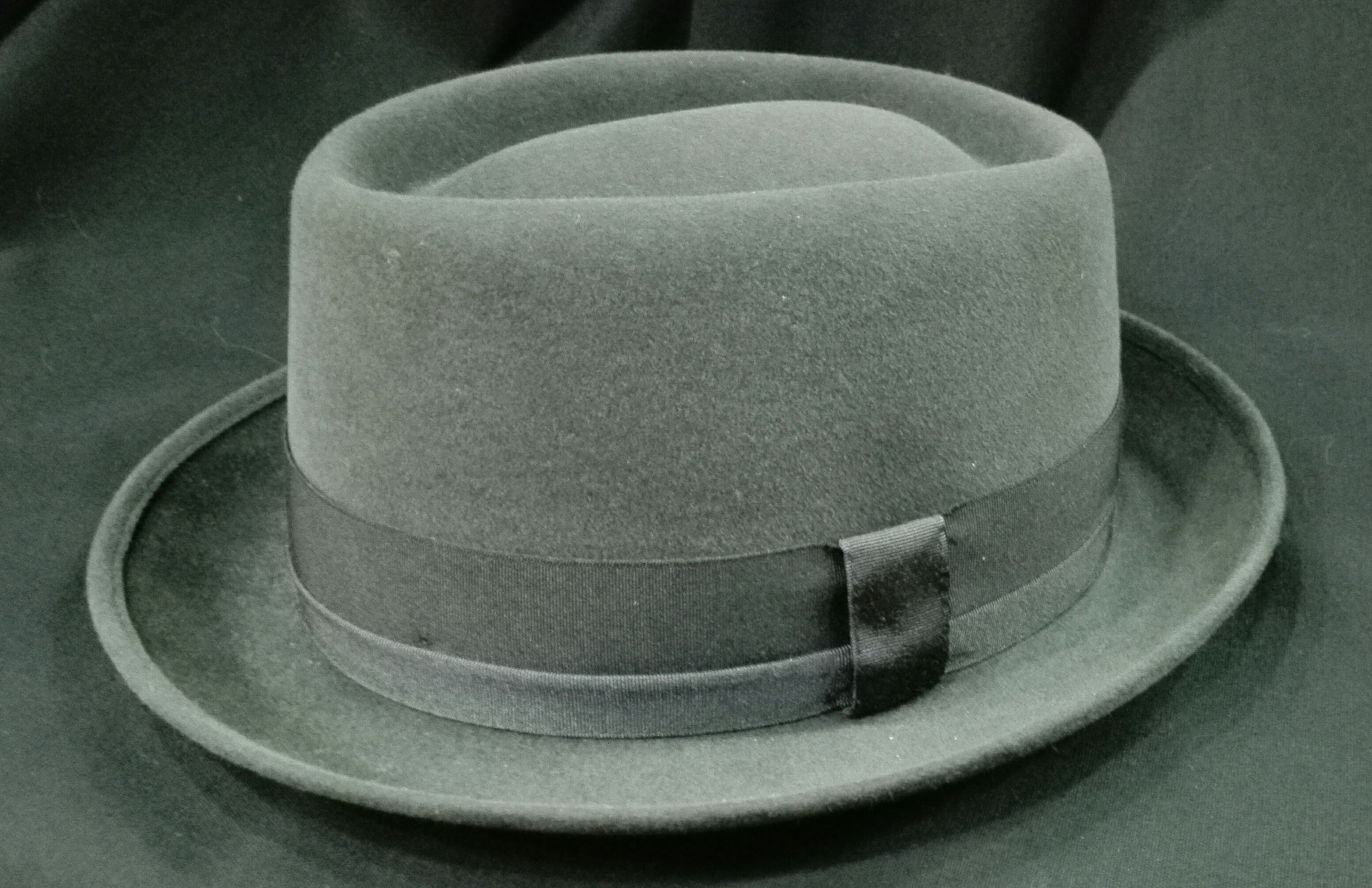
Een porkpie-hoed met een telescoopkroon
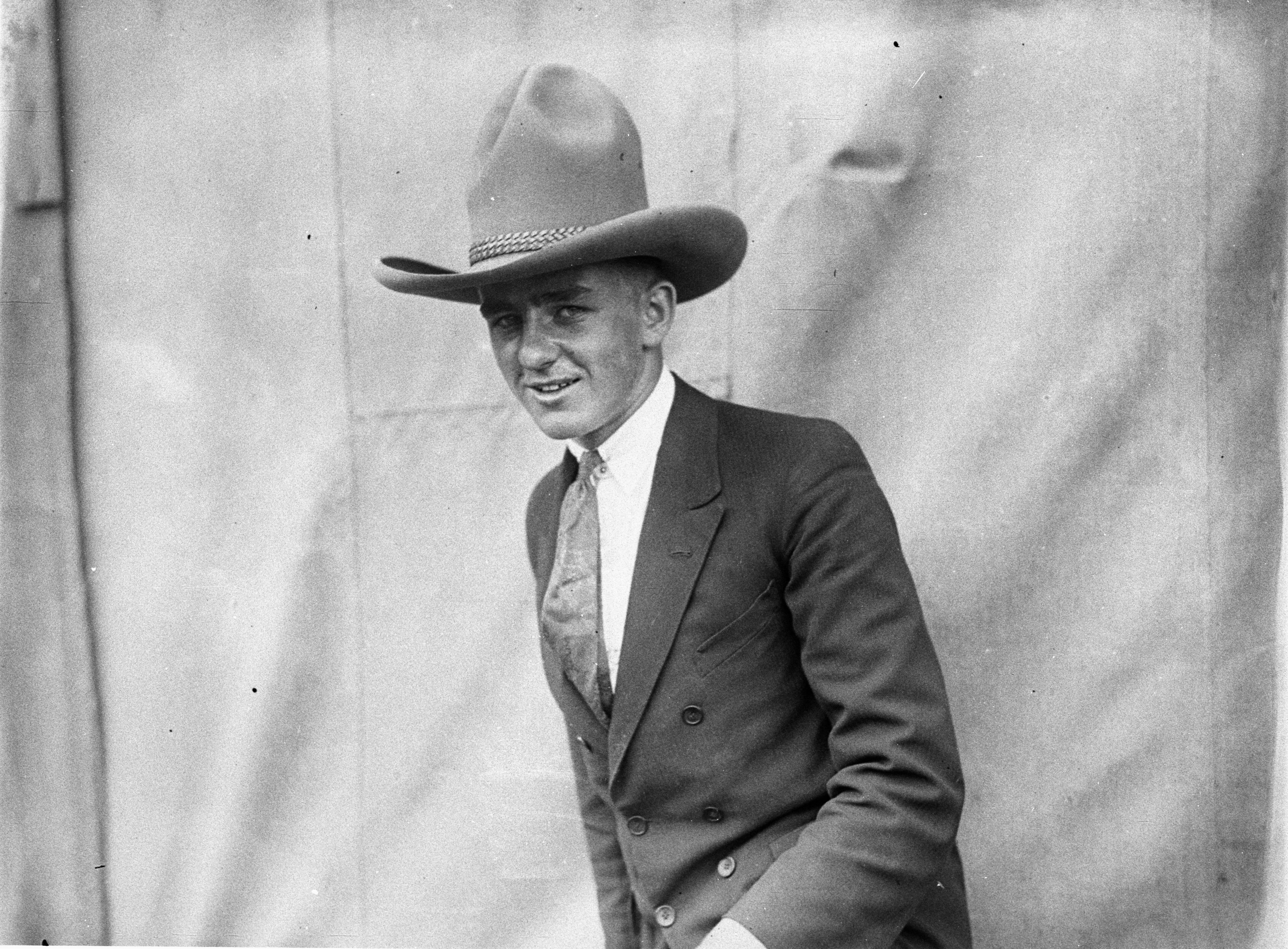
Een Akubra met hoge kroon en vier knepen rondom
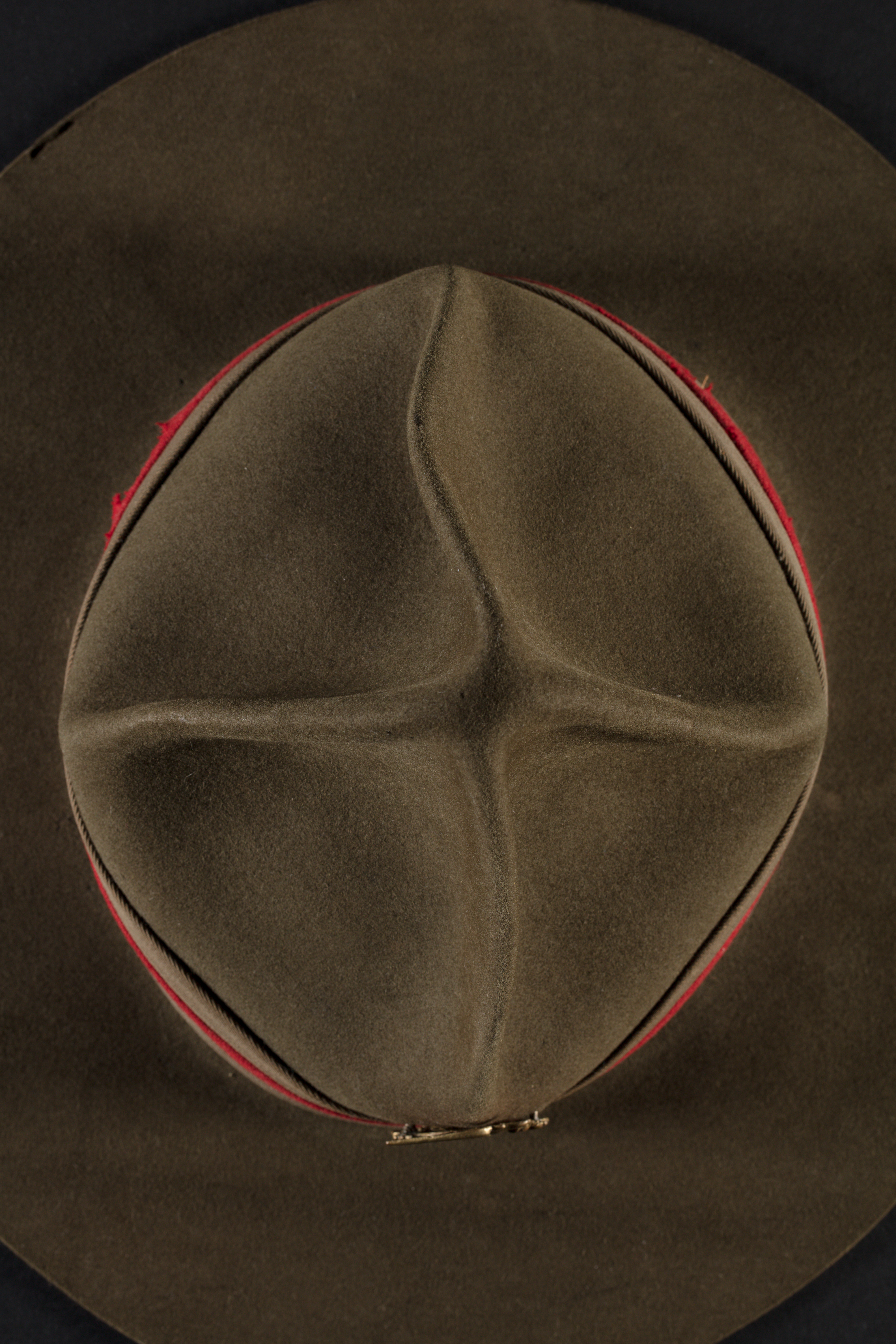
Viervoudige scherpe knepen, ook wel 'citruspers' genoemd
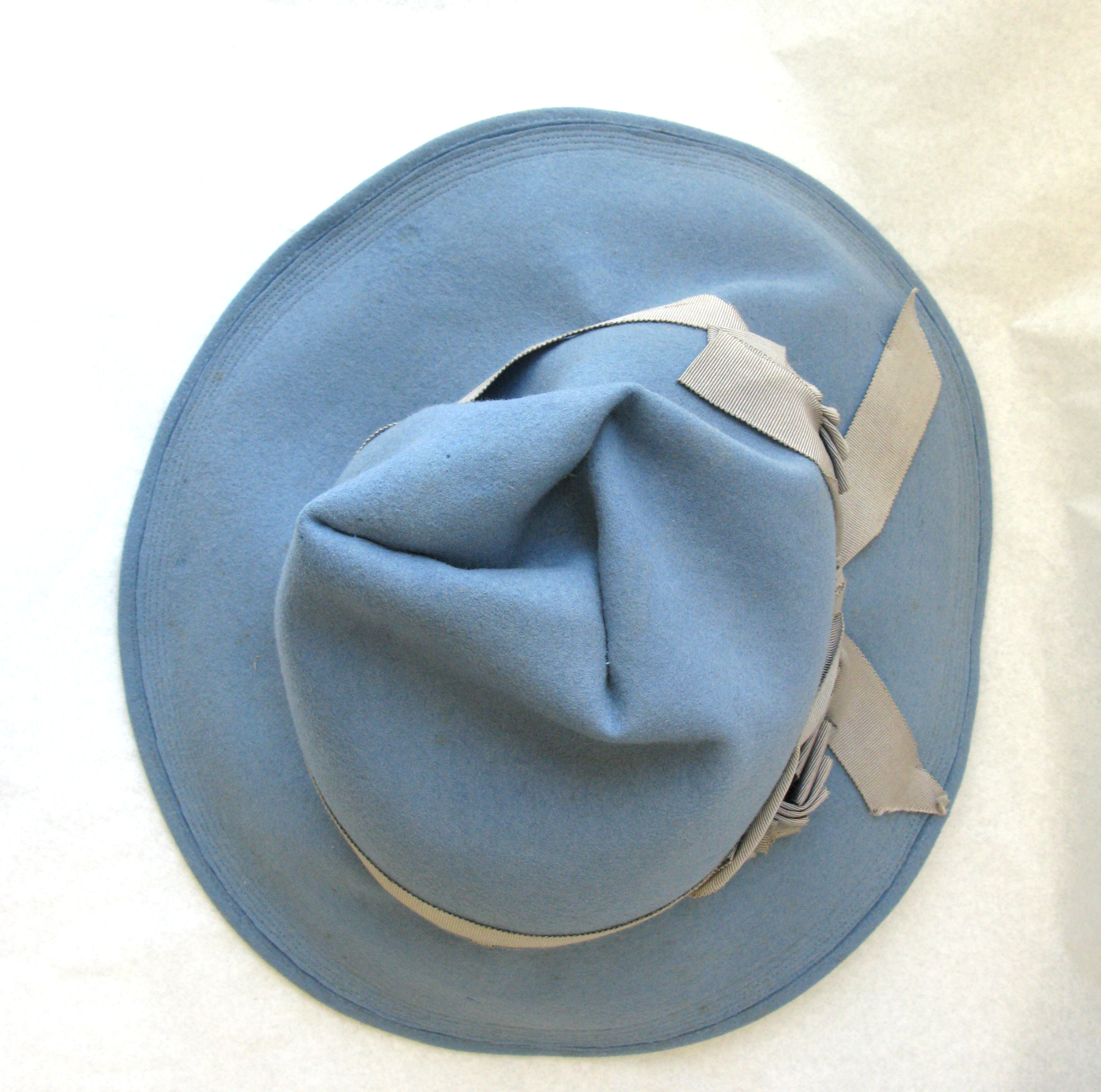
Moderne hoed met onregelmatig gevormde kroon

### Rand
De rand is de platte rand die horizontaal rond de kroon loopt, en feite het onderdeel dat de hoed zijn specifieke uiterlijk geeft. De rand is in de eerste plaats functioneel, en bedoeld om zon of regen uit de ogen te houden. Een zeer brede rand kan ook schaduw op het bovenlichaam geven. Randen zijn meestal stevig vormgegeven, maar kunnen ook golvend of slap zijn, zoals bij de flaphoed. Randen kunnen daarnaast omgeslagen zijn. Er zijn ook hoeden waarbij de randen volledig omgeslagen zijn, zoals de tweekantige en de driekantige steek. De onderzijde van de rand kan in een andere kleur of met ander materiaal worden vormgegeven. 

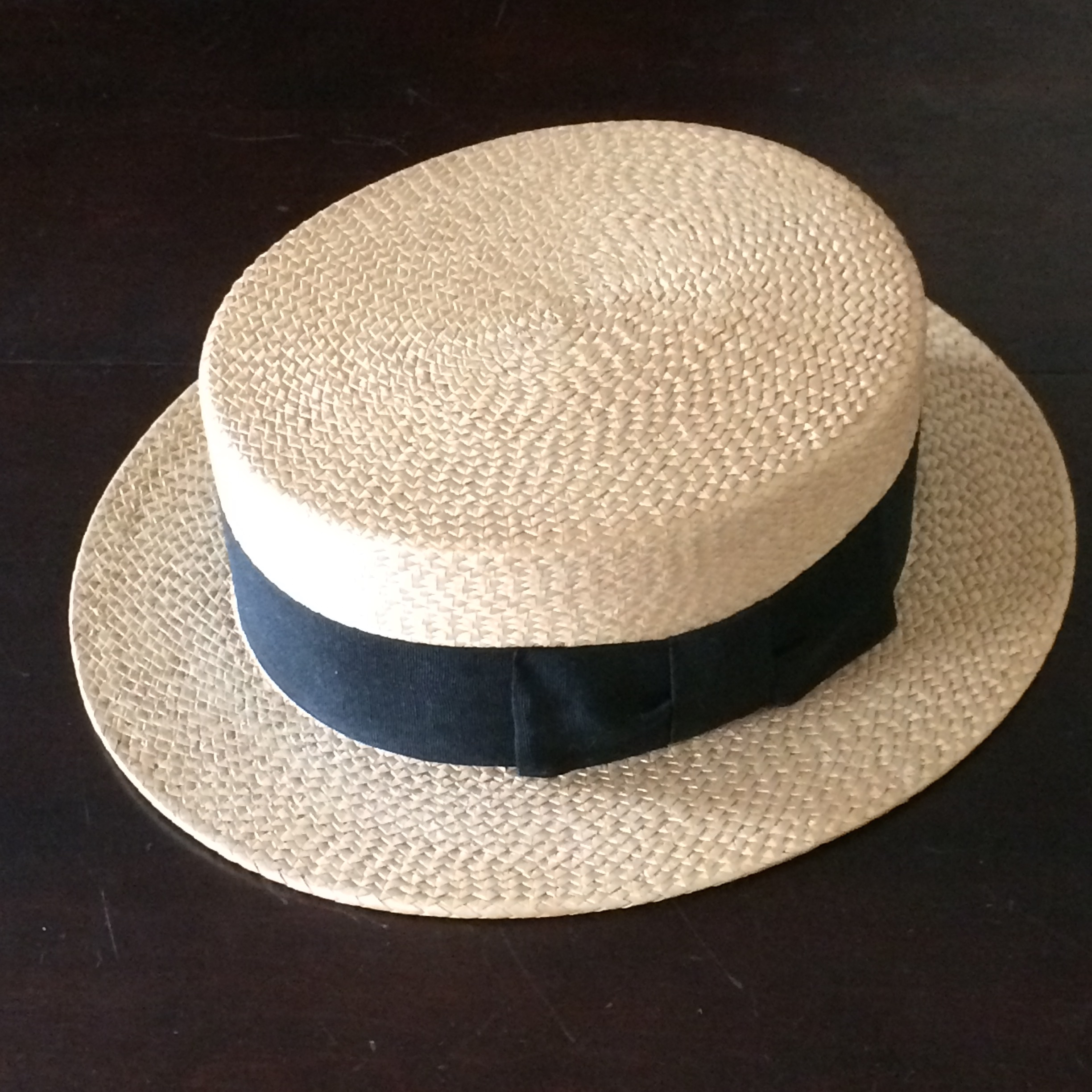
Een canotier met een rechte rand
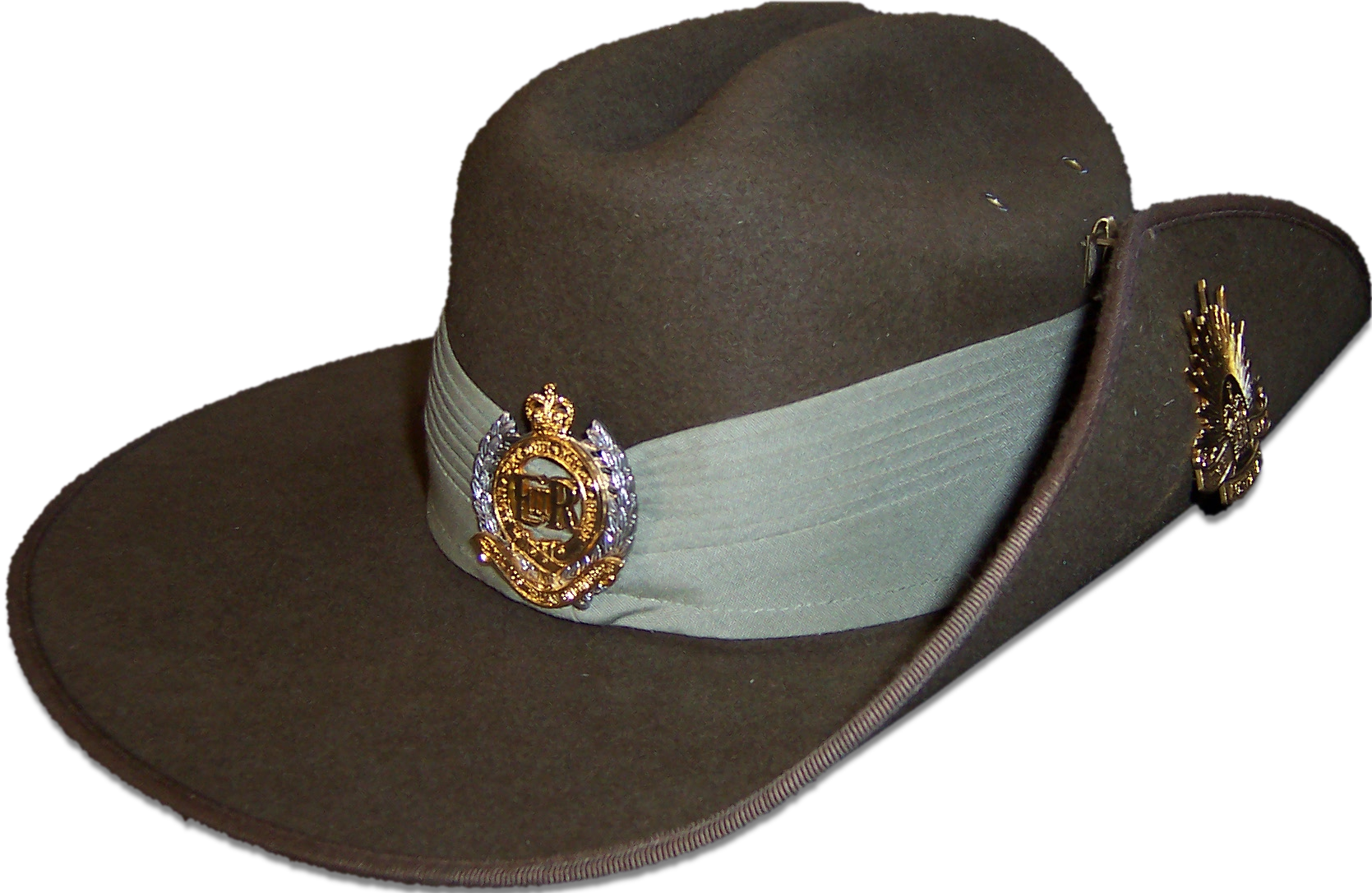
Een flaphoed van het australische leger met een rand omgeslagen, vastgezet met een embleem
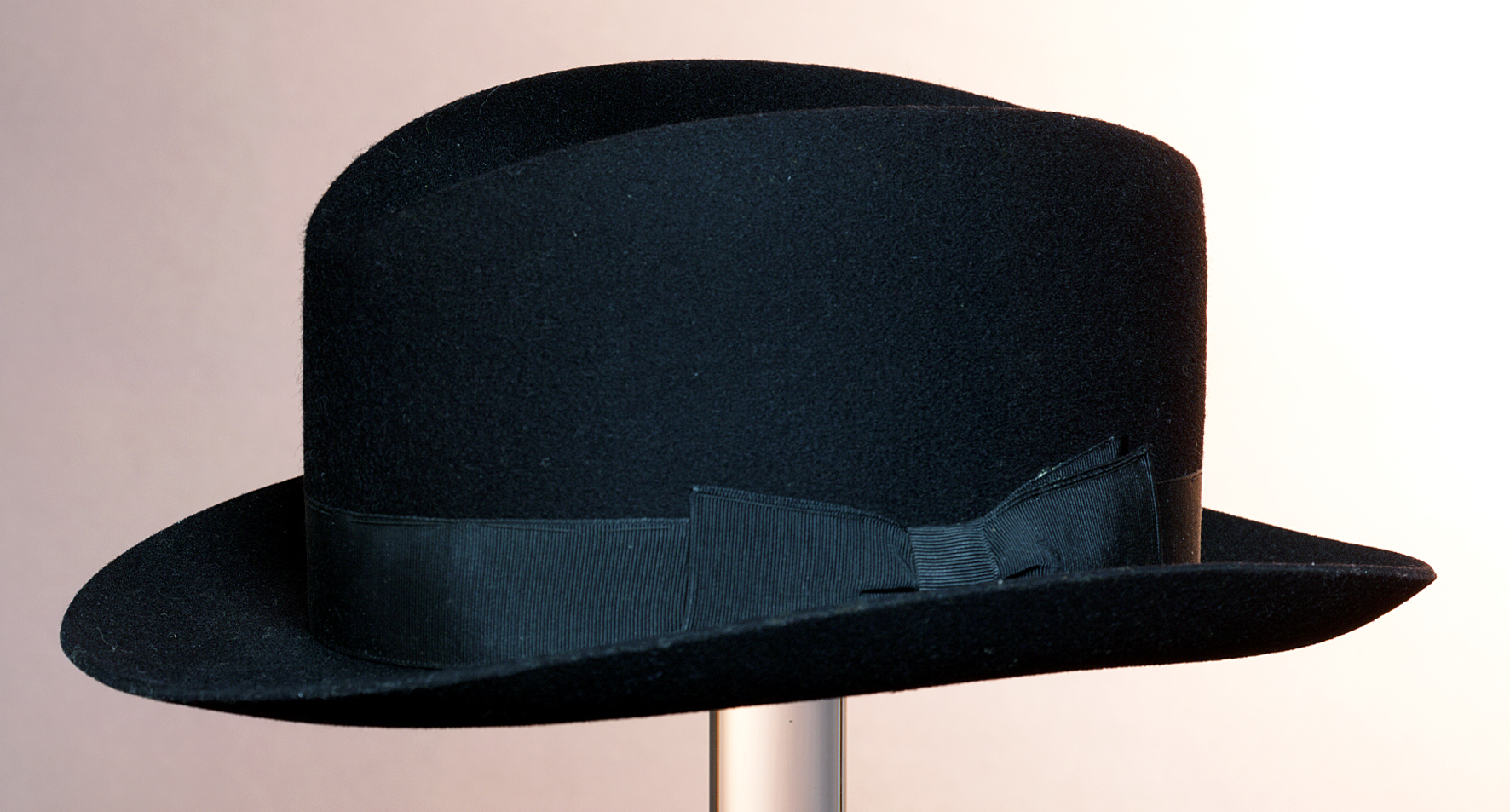
Een Homburg met aan beide zijden een licht gebogen rand
Een Homburg met een rondom omhoog gekrulde binnenrand in een afstekende kleur
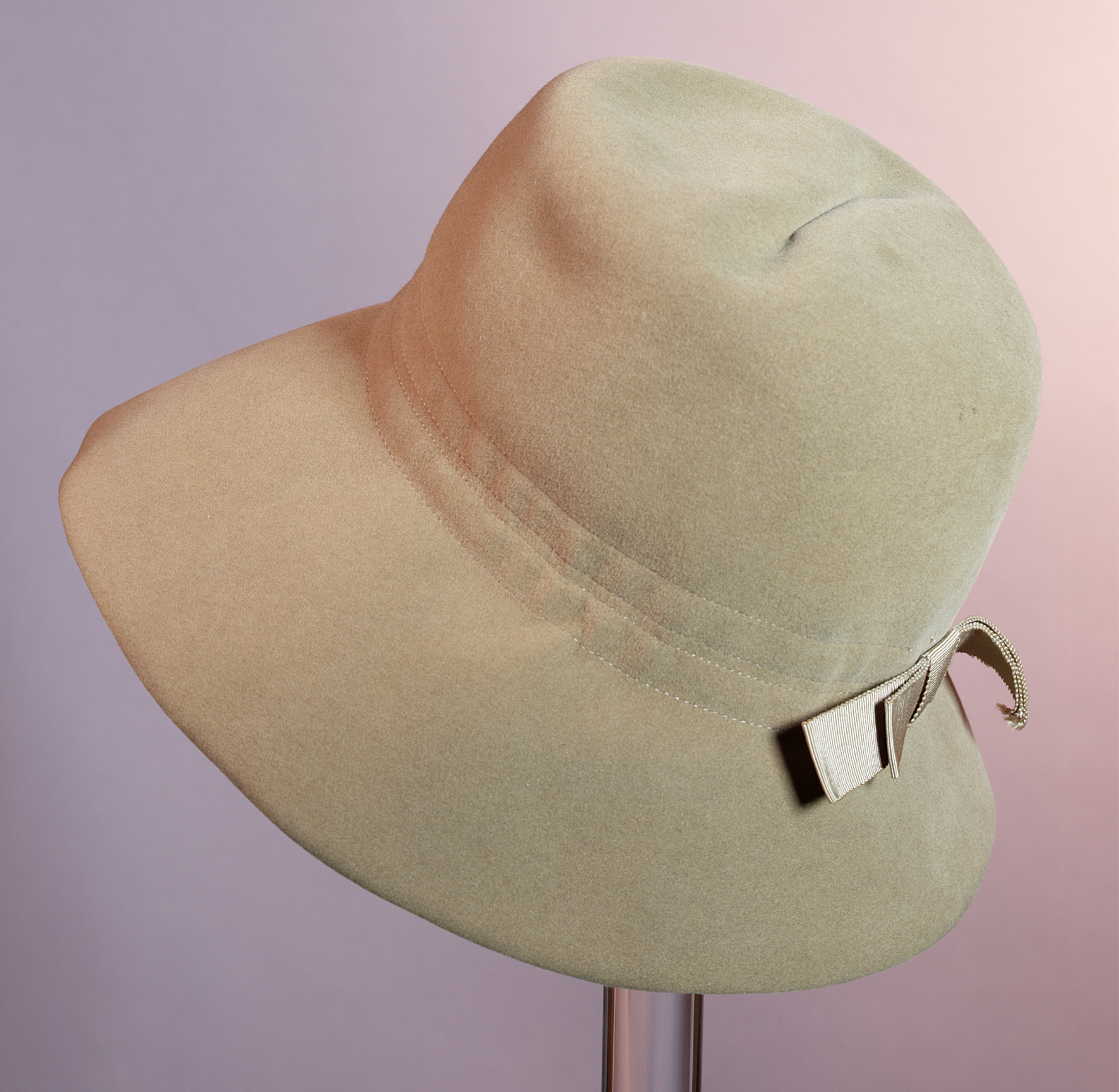
Een cloche, een klokvormige dameshoed met afhangende rand
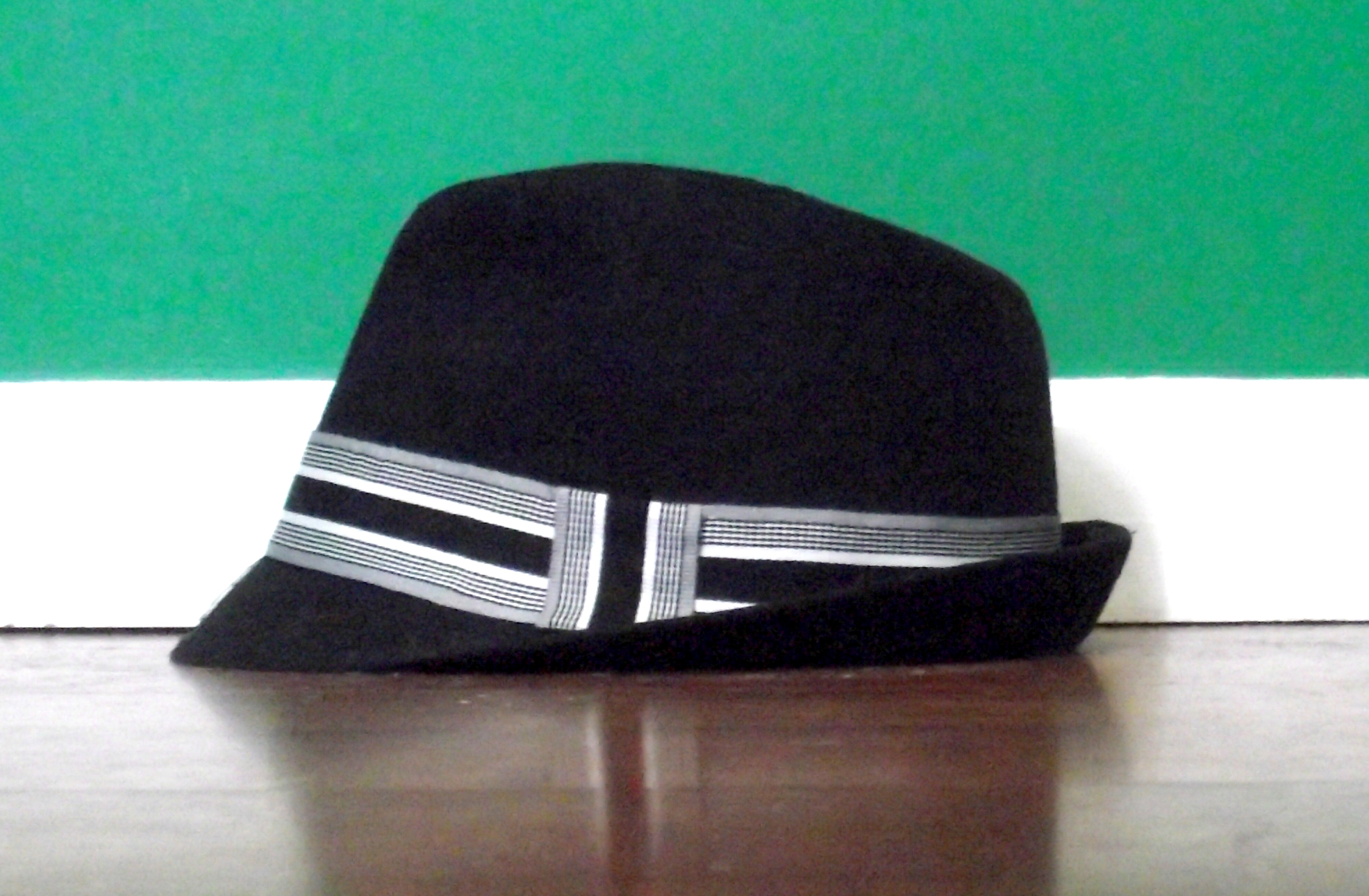
Trilby met aan de achterkant opgeslagen en aan de voorkant neerhangende rand
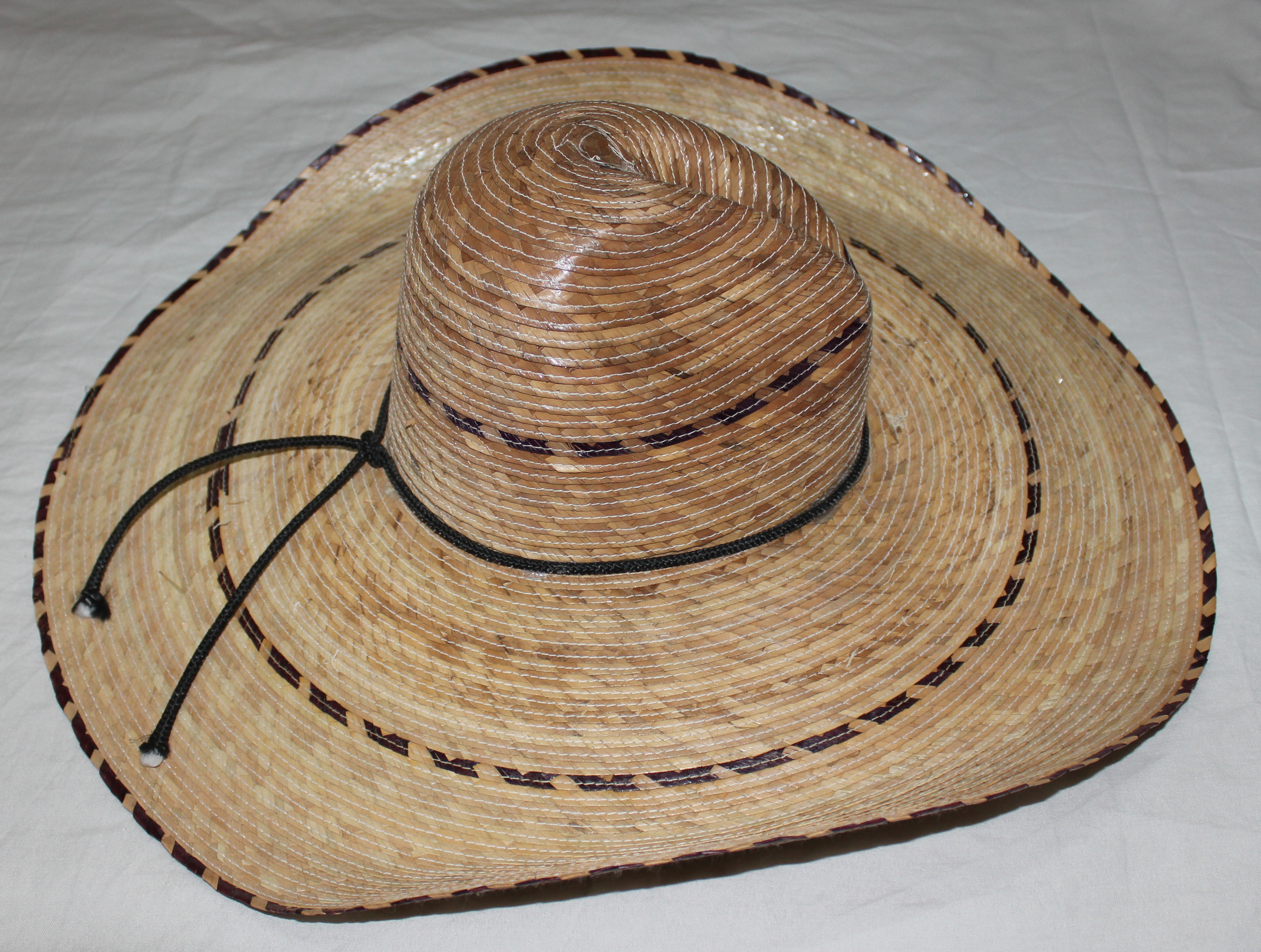
Een Mexicaanse sombrero met zeer brede rand en een contrasterende bies
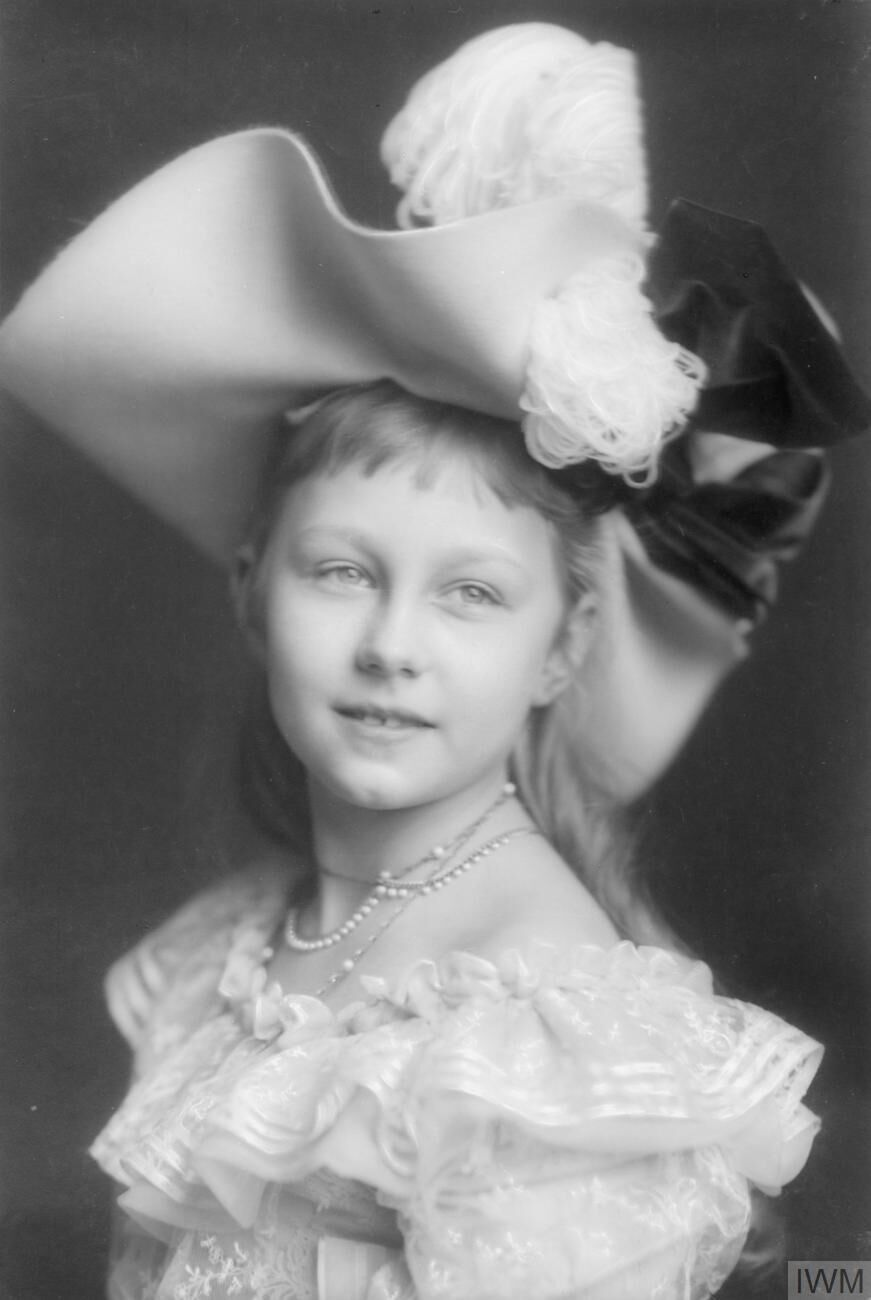
Hoed met een brede, golvende rand
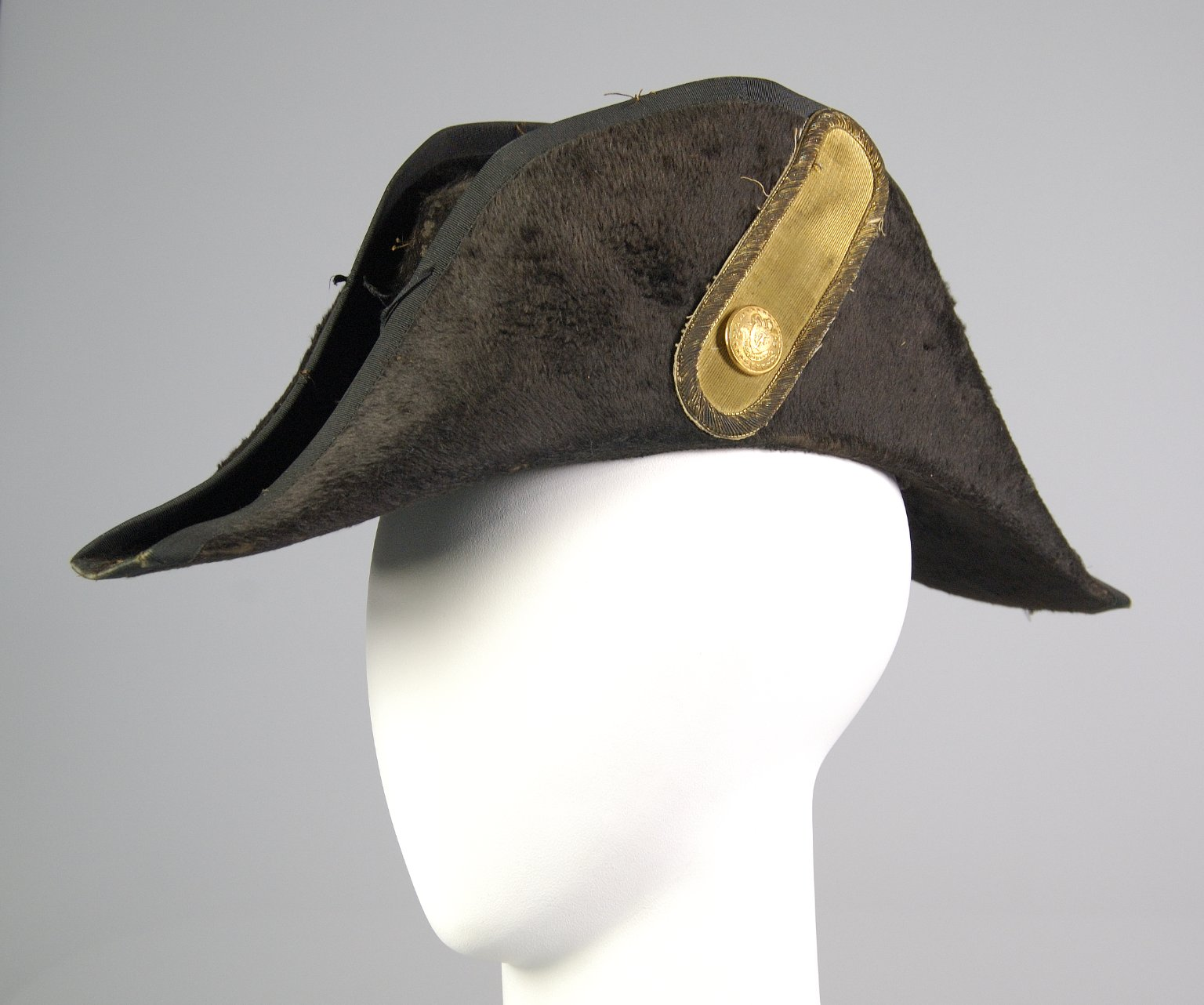
Tweekantige steek
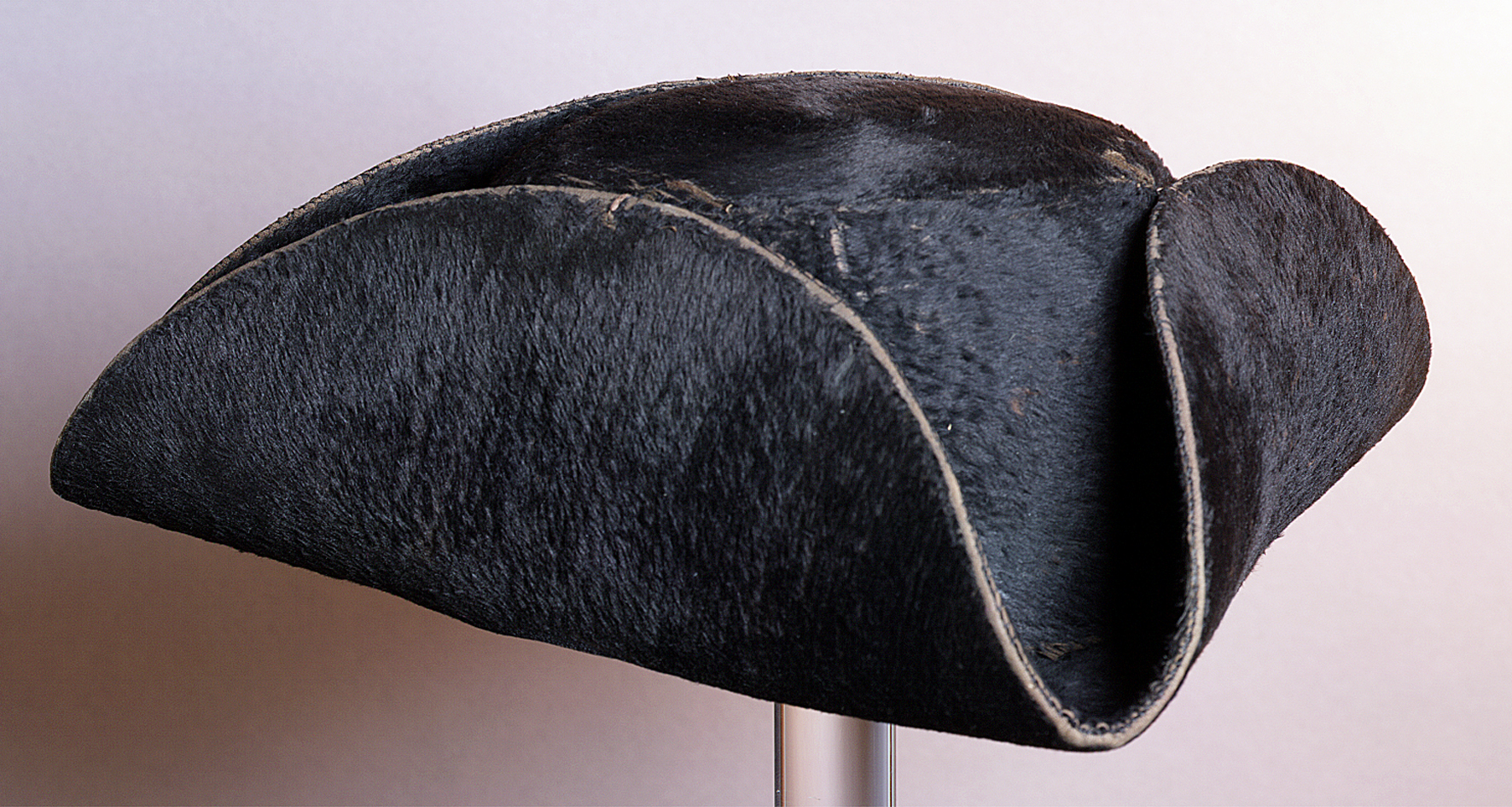
Driekantige steek

### Hoedband
De hoedband of vlecht is de decoratieve rand rondom de kroon, eventueel bestaande uit meerdere lagen boven elkaar, of elkaar overlappend. De hoedband is deels functioneel: omdat dit het gedeelte is waar het hoofd de hoed raakt, kan er door zweet verkleuring van het materiaal ontstaan. Aan de binnenkant van de hoed wordt dit deels tegengehouden door de zweetband, maar mocht er aan de buitenkant verkleuring ontstaan onderaan de kroon, dan kan dit met een nieuwe hoedband eenvoudig gecamoufleerd worden. Een hoedband heeft vooral een decoratieve functie, wordt vaak in een afstekende kleur uitgevoerd en gemaakt van luxe materialen als leer, fluweel, zijde of grosgrain (ripsband). De hoedband kan gevlochten of gevouwen zijn, en kan eindigen in een (eventueel platte) strik zoals bij de Homburg, of met hangende linten aan de achterkant van de hoed zoals bij de oorspronkelijke vorm van de canotier, de gondeliershoed.

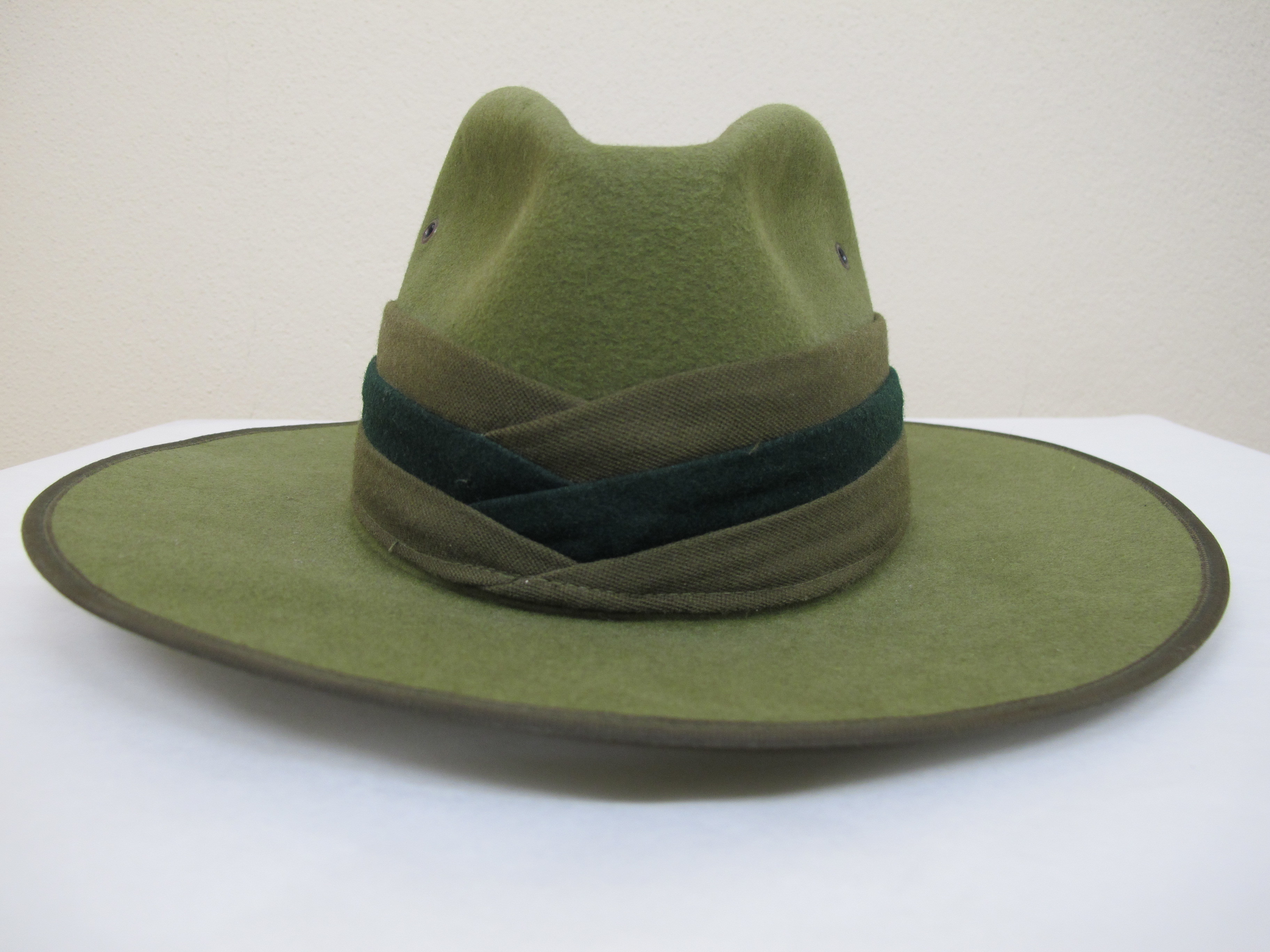
Een militaire hoed met kunstig gevouwen hoedband
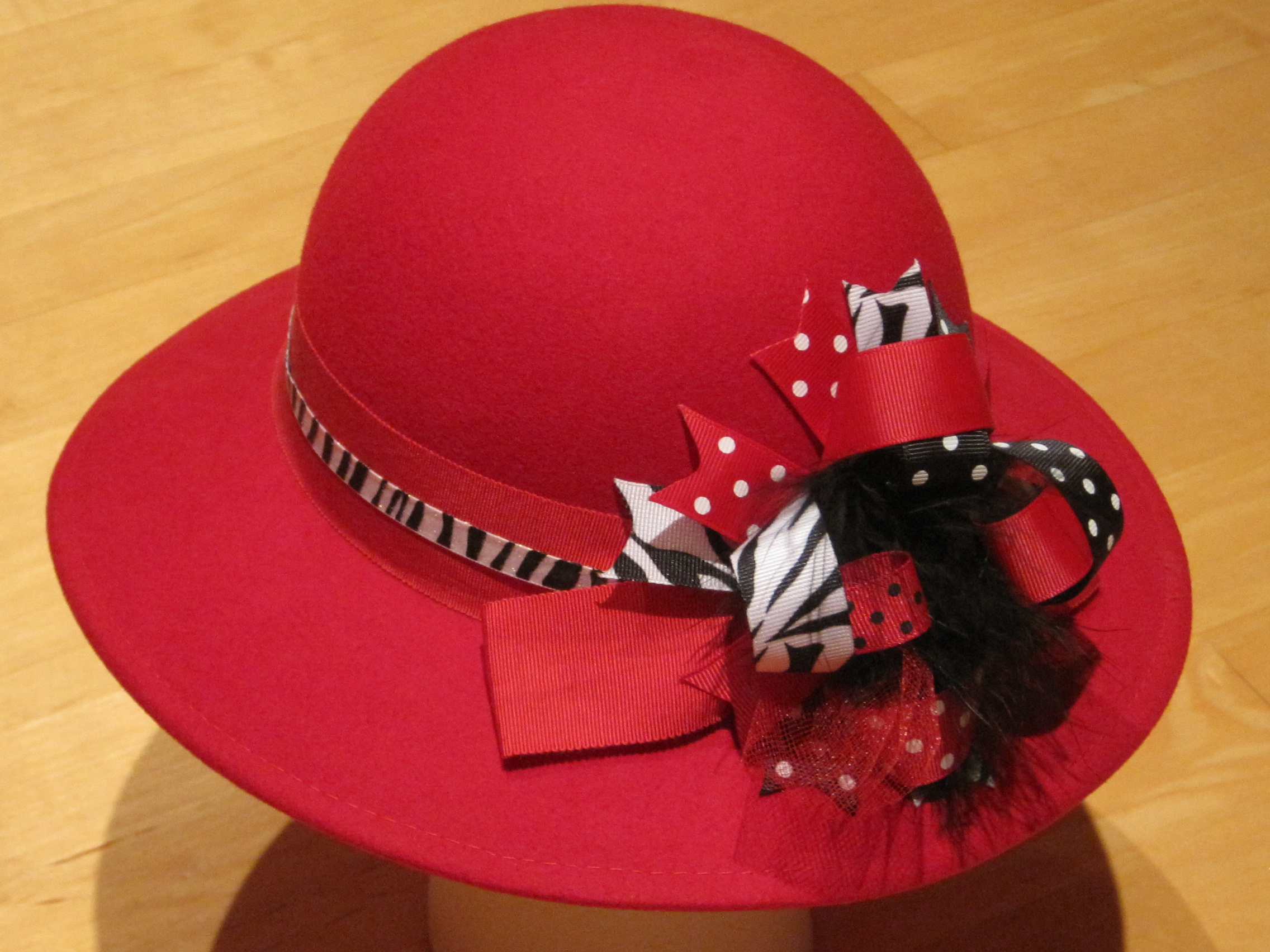
Dameshoed met hoedband en decoratie
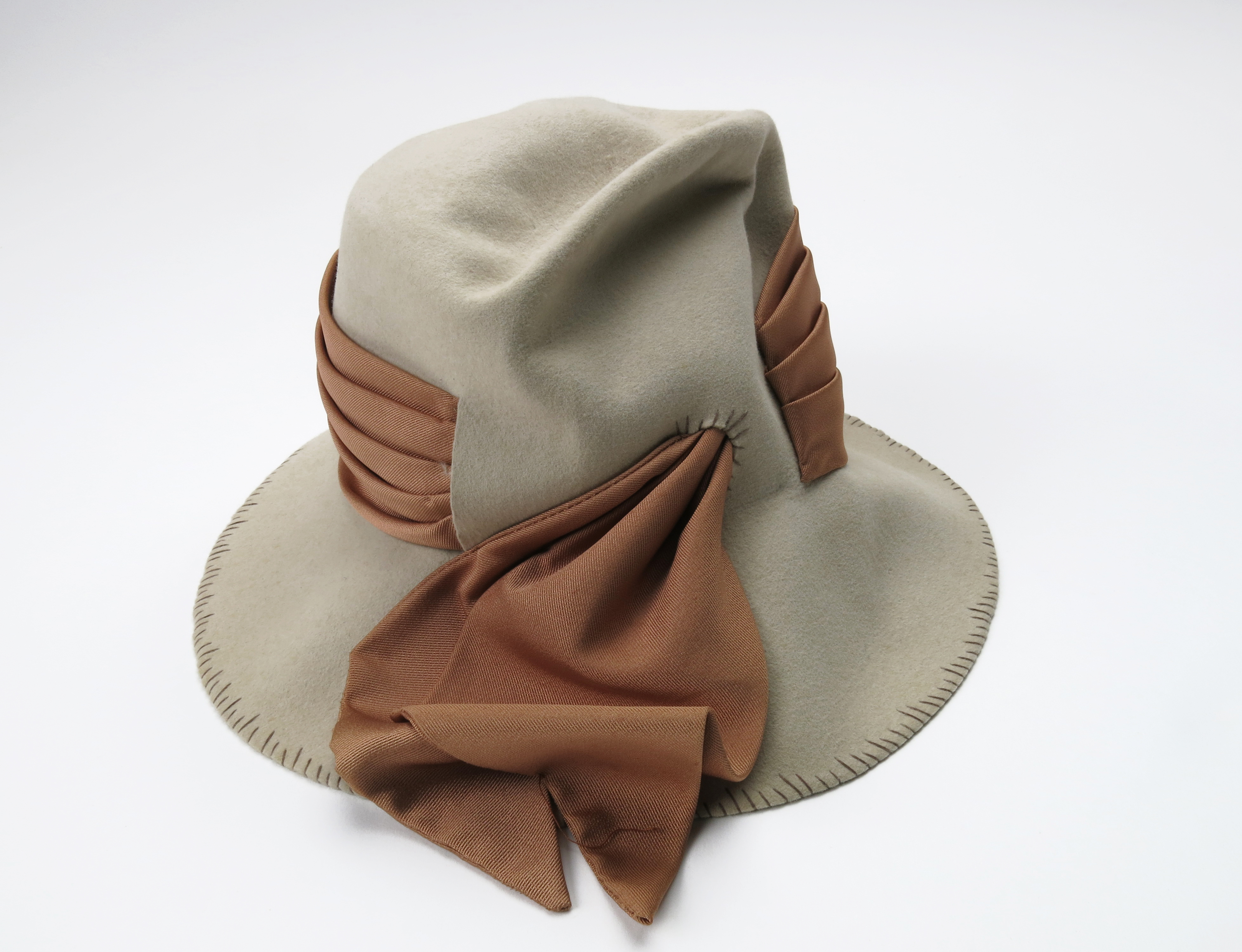
Een hoed met meerlagige hoedband die in de kroon verdwijnt, weer naar buiten komt en eindigt in losse linten die gestrikt kunnen worden

### Entrée
De entrée van een hoed is de binnenkant van de kroon net boven de rand: dat gedeelte waar het hoofd de kroon ingaat.

### Zweetband
De zweetband is de band die tegen de entrée van de kroon wordt genaaid, daar waar het hoofd de hoed raakt. De functie is in de eerste plaats de pasvorm verbeteren, naast voorkomen dat zweet de hoed intrekt. Luxe hoeden hebben een zweetband van schapen- of runderleer, goedkopere modellen hebben een katoenen of een gewatteerde band. Bij moderne hoeden kan men een zweetband van elastisch materiaal aantreffen, waarmee de hoed strakker op de hoofdvorm aansluit.

### Koord
Een verstelbaar koord aan de binnenkant van de kroon kan optioneel aanwezig zijn, om de hoed beter op het hoofd te laten passen.

### Kinband
Een hoed kan een kinband hebben die ervoor zorgt dat de hoed beter op zijn plek blijft, wat bijvoorbeeld handig is bij activiteiten als paardrijden. Ook in landen met hoge temperaturen zijn kinbanden handig, om de hoed even af te zetten (dat wil zeggen, op de rug te laten zakken) zonder hem te hoeven wegleggen. De kinband zie je vooral bij hoedtypen als cowboyhoeden, tropenhoeden en militaire hoeden.

### Voering
De voering is de, meestal satijnen, stof waarmee de kroon aan de binnenkant bekleed wordt. Net als de zweetband voorkomt de voering dat zweet de hoed intrekt. Daarnaast kan het draagcomfort van een hoed verbeterd worden door bijvoorbeeld een zachte stof te gebruiken als de hoed van ruw materiaal is gemaakt, of een warme voering als de hoed bedoeld is voor de winter. Zomerhoeden zijn meestal ongevoerd om de hoed te kunnen laten ademen.

### Bies
De bies is een extra sierrand rond de rand van de hoed, bedoeld ter decoratie. Materialen die hiervoor gebruikt kunnen worden zijn leer, zijde, fluweel, bont of grosgrain.

### Decoratie
De decoratie of het garnituur kan ter herkenning zijn, zoals een embleem op hoeden van militairen of politie, maar ook ter versiering zijn, zoals een veertje op een jagershoed, krokodillentanden rond de hoedband bij de Akubra (model The Croc), pluimen, struisveren (pleureuses), bloemen en bloemstukken bij dameshoeden, al dan niet gecombineerd met tule, namaakfruit en namaak- (of echte, opgezette) vogels. Ook kan gebruik gemaakt worden van incrustatie (inlegwerk).

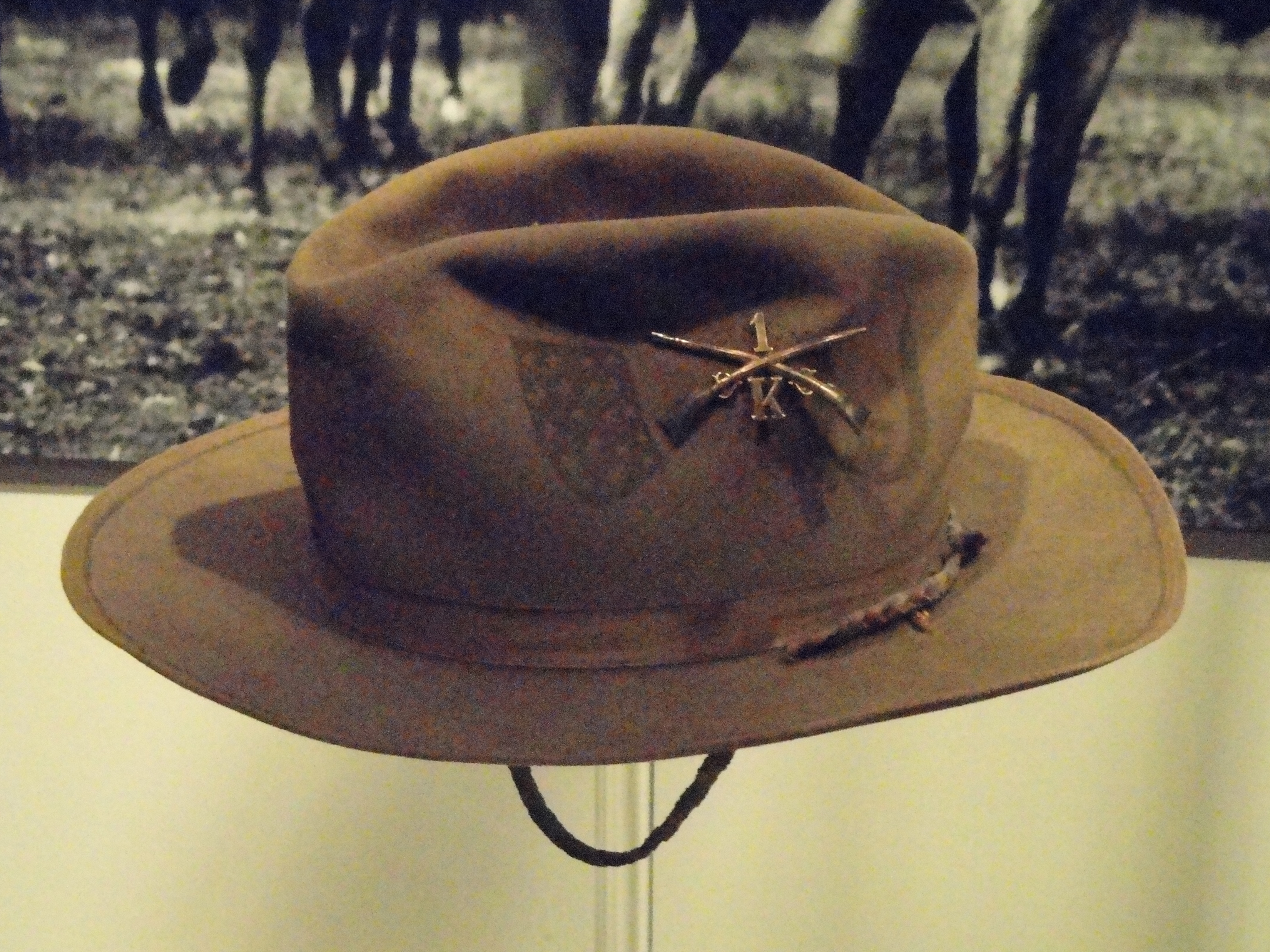
Militaire hoed met embleem (1898 -1899)
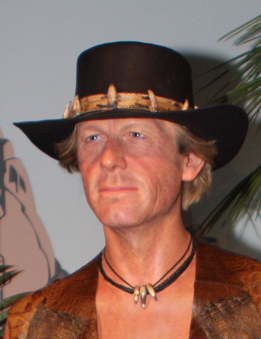
Akubra, model The Croc met krokodillentanden
Hoed met pluimen (1898)
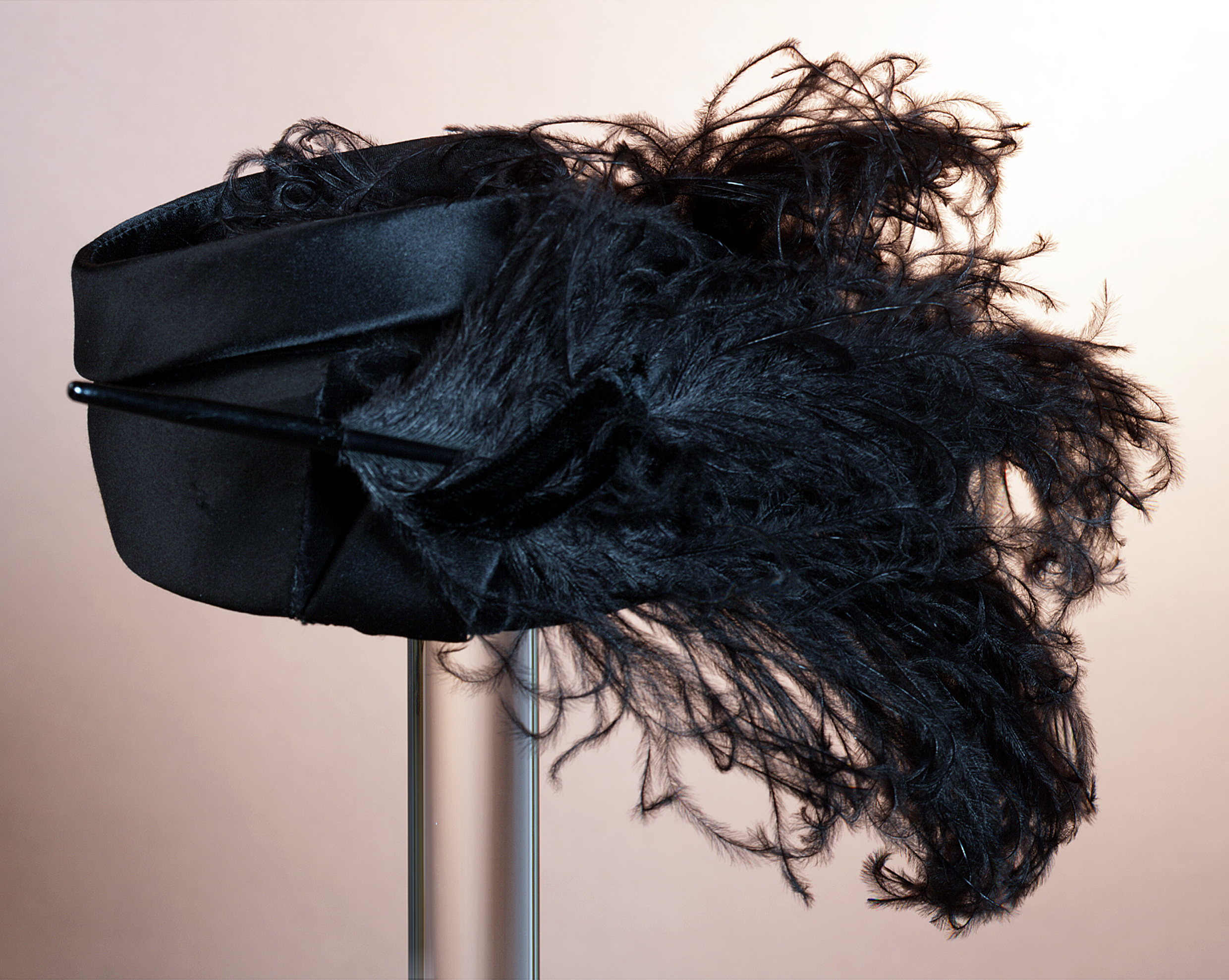
Zwart satijnen toque met struisvogelveer oftewel pleureuse (1950-'55)
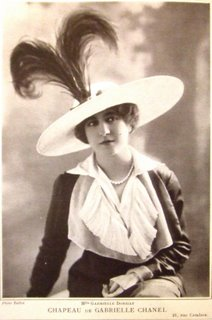
Hoed met veren van Chanel (1912)
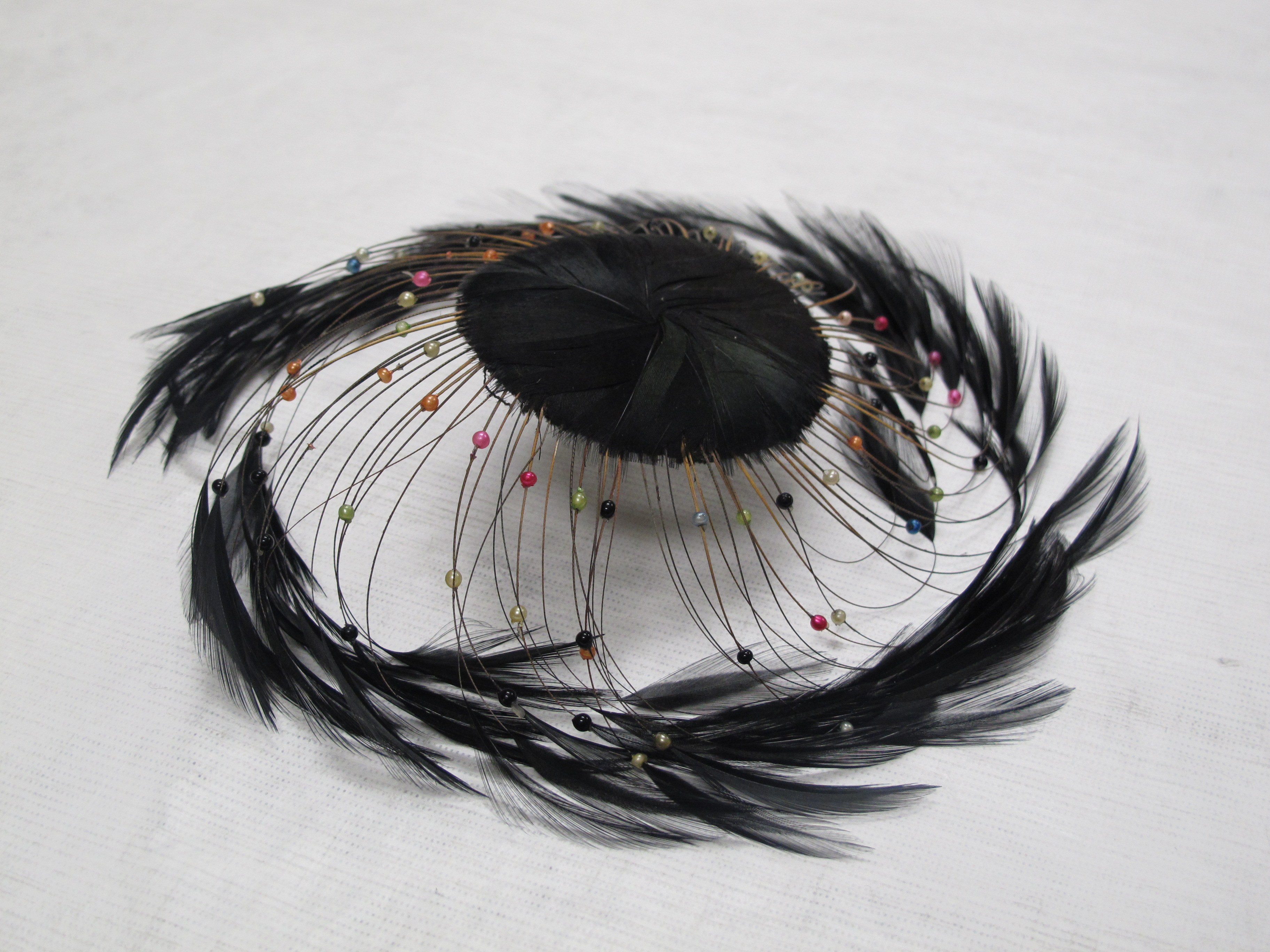
Hoed waarbij de rand bestaat uit veren
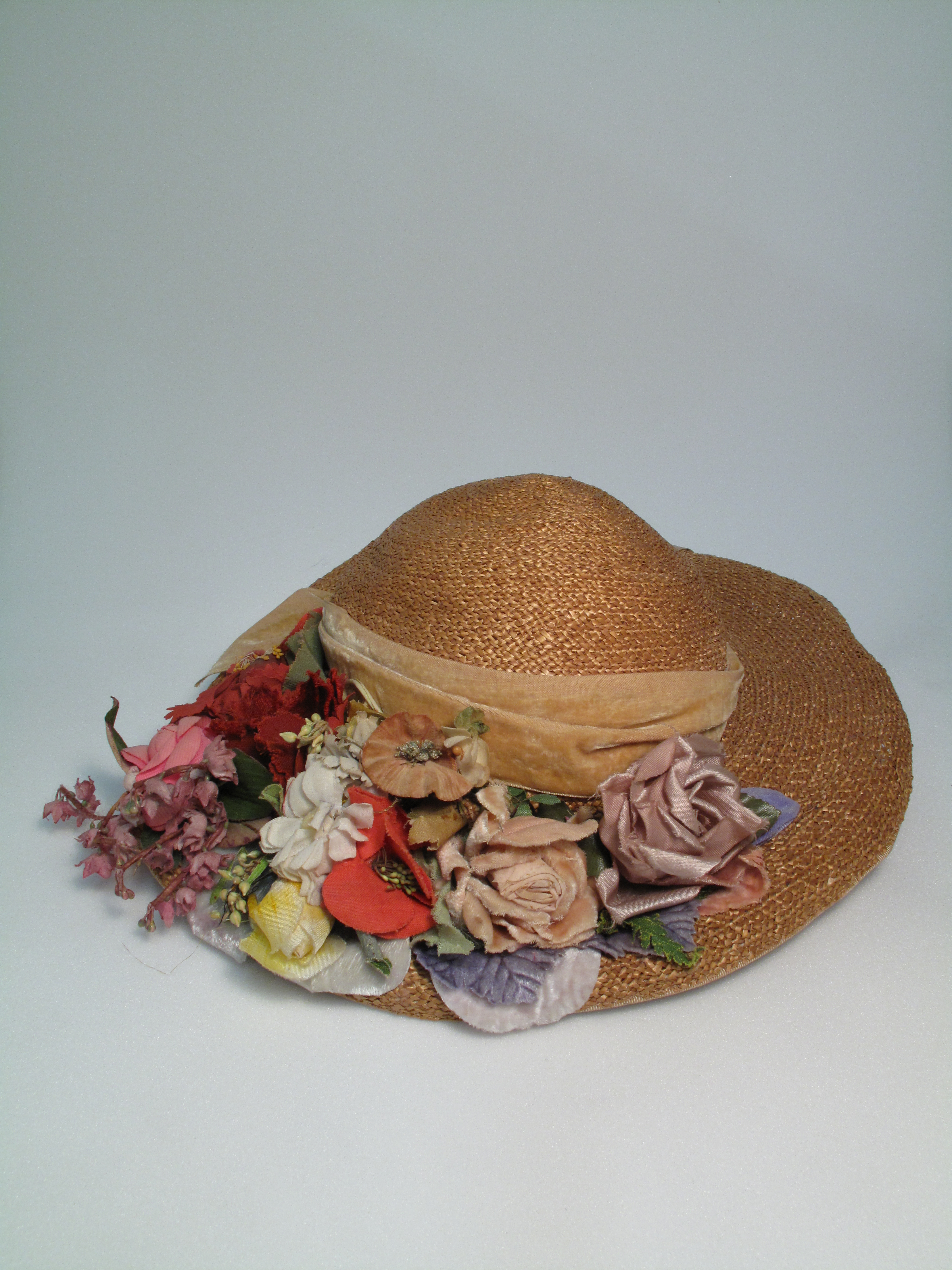
Dameshoed met bloemen (1930-'40)
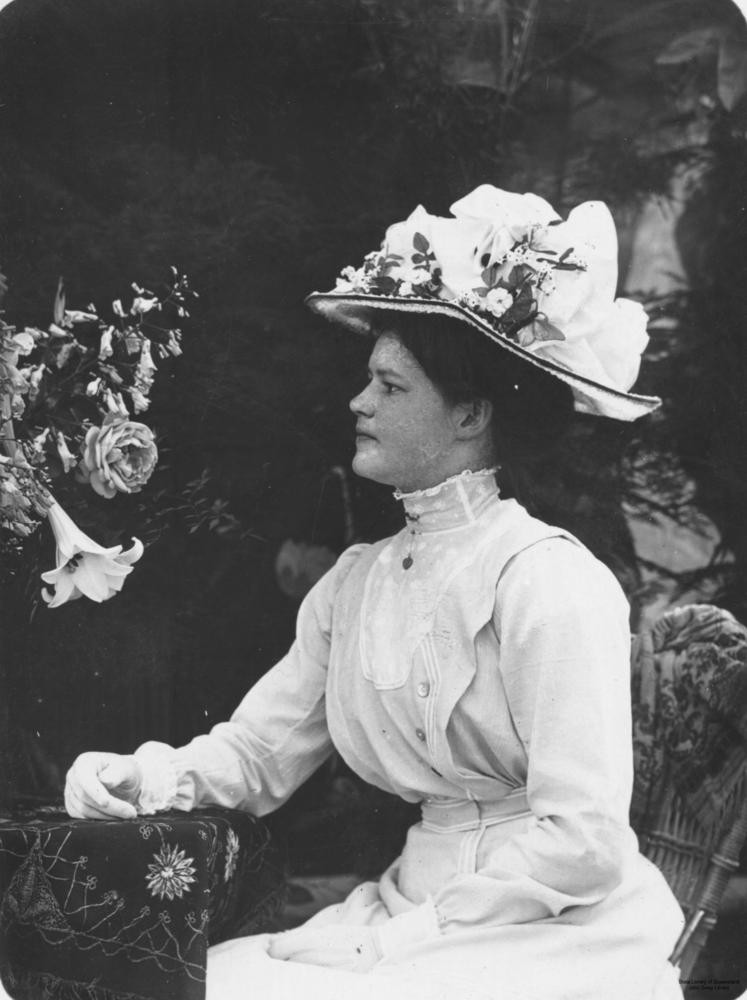
Een picture hat met bloemstuk (1900-'10)
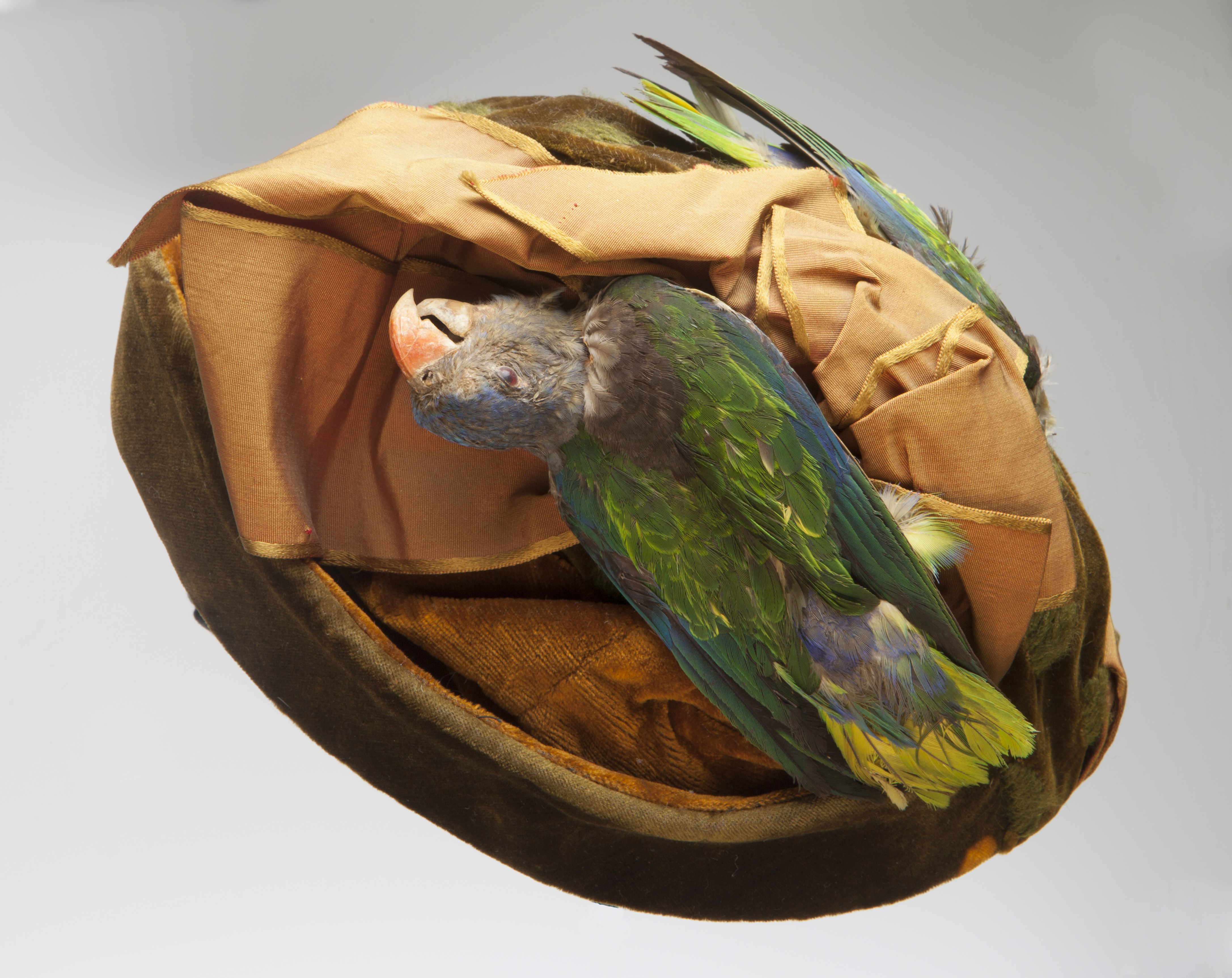
Hoed met opgezette parkieten (1888-'90)
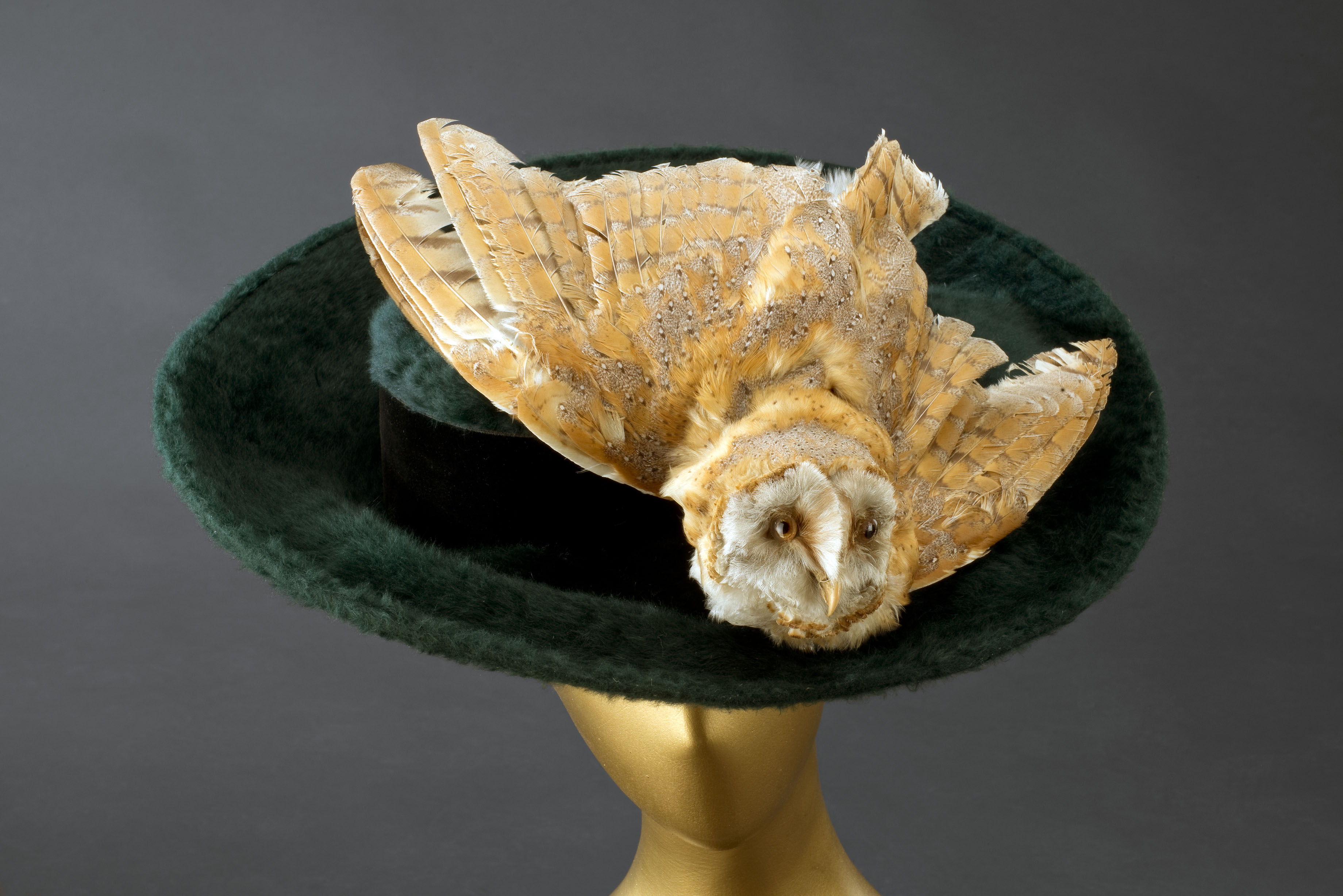
Hoed met opgezette uil (1912)

## Overig
De uitdrukking "van de hoed en de rand weten" (goed op de hoogte zijn van iets) slaat op het feit dat de vorm van de rand bepaalt welk type hoed het betreft. Laat een hoedenkenner een rand zien, en hij of zij noemt de hoed bij de juiste naam.